# RWBY
『RWBY』（ルビー）は、アメリカのルースター・ティース・プロダクションが制作したWEBアニメシリーズ。現在、第一シーズンのVolume 1全16話、第二シーズンのVolume 2全12話、第三シーズンのVolume 3全12話、第四シーズンのVolume 4全12話、第五シーズンのVolume 5全14話、第六シーズンのVolume 6全13話、第七シーズンのVolume 7全13話、第八シーズンのVolume 8全14話、第九シーズンのVolume 9全10話が公開されている。
童話作品をモチーフに構成された世界観および登場人物が織りなす、「ダスト」というエネルギーと「オーラ」の力で戦う人類の戦士たち「ハンター」と、人類とは別に誕生し破壊を尽くす「グリム」並びにそれらに就く一部の人類との戦いを描く。
2018年に発売されたアークシステムワークスの対戦型格闘ゲーム『BLAZBLUE CROSS TAG BATTLE』に本作のキャラクターの一部が登場している。

## 制作
動画制作に使用されている3DCGソフト・Poserの開発元であるスミス・マイクロ・ソフトウェア社が公式スポンサーとなっており、各話エンディング後にPoser公式イラストと共に宣伝が行われている。WEB上にて無料でアニメ配信を行いつつ、mp3販売による楽曲、ブルーレイディスク（BD）など関連グッズの販売を行っている。
2014年には国際WEBアカデミー賞の最優秀アニメーションシリーズ賞を受賞した。
しかし、翌2015年2月2日（UTC）、主製作者・監督のモンティ・オウムが治療中に起きた重度のアレルギー反応で、2月1日に逝去したと公式が発表した。一時は次シーズンの製作も危ぶまれたが、予定通り同年内にVolume 3を公開し、今後も製作を続けていく旨が公式サイトで発表された。
Rooster Teeth社の完全オリジナルアニメーション製作は今作が初であり、制作スタッフの1人であるグレイ・ハドックがインタビューで語ったところによれば、アニメーションの内容は日本の複数作品に強く影響を受けており、アクションシーンは『ブラック★ロックシューター』、ストーリーは『天元突破グレンラガン』の影響を受けているという。また、ワーナー ブラザース ジャパンから日本語吹き替え版についての公式な問い合わせがあった際、スタッフ一同は当初「（ワーナーのような大企業から）問い合わせなんてあるわけがない」と信じなかったが、その後にワーナーから吹き替え版キャスティング候補リストが送られてきた際は、社内でパーティーを行うほど嬉しかったという。

### 日本語版
日本国内ではファンによって日本語字幕がつけられた物などが動画サイトで公開されていたが、2014年8月に開かれたコミックマーケット86にて、日本語吹き替え版のDVD/BDを2015年内に発売する旨がワーナー ブラザース ジャパンから発表された。2015年11月以降に日本語吹き替え版DVD/BD、オリジナルサウンドトラックなど複数の公式出版物の販売が順次予定されている。また、このことを踏まえて、2015年11月14日からVolume 1、2016年10月1日にVolume 2、2016年12月3日にVolume 3がそれぞれ、新宿ピカデリー、なんばパークスシネマなどの日本国内の映画館で本編の先行イベント上映として公開された（併せて、劇場限定グッズの販売がなされている）。そして2017年7月より、Volume 1からVolume 3までの日本語吹き替え版を特別編集した『RWBY Volume 1-3: The Beginning』がTOKYO MXほかで放送開始（#テレビ放送版（日本）を参照）。さらに2017年10月7日にVolume 4の日本語吹き替え版2週間限定上映が報じられた。

## ストーリー
塵から生まれた存在である人類は、その誕生から間もなくしてグリムという存在の脅威に脅かされていた。彼らは人類とその創造物を破壊し、それによって人類は滅亡の危機へと追いやられる。しかし、人類は元来持っているその強さと賢さによってダストという力を発見する。ダストによってグリムを退けることに成功した人類は、ついに訪れた平和な時間を謳歌していた。
15歳の少女ルビー・ローズ (Ruby Rose) はグリムを退治する存在であるハンターに憧れ、ハンター養成所であるビーコン・アカデミーへ入学する。そこでチームRWBY（ルビー）のリーダーとなった彼女に様々な苦難が襲い掛かるが、そんな苦難を仲間と乗り越え、ともに徐々に成長していく。

## 登場人物
担当声優は、英語オリジナル版/日本語吹き替え版の順。オリジナル版の声優は、ほとんどが製作会社の職員が担当している。

### ビーコン・アカデミー

#### チーム RWBY
読み方は「ルビー」。ビーコン入学後の“エメラルド・フォレスト”での試験において「白のナイト」を選んだ者によって構成されたチーム。リーダーはルビー・ローズ。Vol.3終盤、シンダーの策略によってグリム、そしてホワイト・ファングのビーコン・アカデミー襲撃の結果、メンバーは散り散りになってしまう。
ルビー・ローズ (Ruby Rose)
声 - Lindsay Jones / 早見沙織
本作の主人公。武器マニアでハンターに憧れる少女。母親・サマー同様、銀色の瞳を持つ。通常ならビーコンに入学するのは17歳になってからであるが、Volume 1:1話序盤における彼女の戦闘に天性的な才能を見出したオズピンに注目され、15歳で飛び級入学する。
人見知りが激しく、入学後も姉であるヤン以外との交流を避け気味であったが、エメラルド・フォレストでの戦いの後はチームRWBYのリーダーに任命され、徐々に仲間と打ち解けていく。
Volume 3:12話のビーコン・アカデミー来襲の際、眼前でピュラが消滅したショックで「銀の眼の力」を暴走させてしまい、後にヤンからアカデミー陥落と、ワイス、ブレイクと離れ離れになったことを知り、さらにクロウから母・サマーのことと「銀の眼の戦士」の伝承と、シンダー達がミストラルのヘイヴン・アカデミーへ向かったことを聞き、シンダーを追いにヘイヴンへ旅立つことを決意、賛同したジョーン、ノーラ、レンと共に「チームRNJR（レンジャー）」を結成し、ヘイヴンへと旅立った。
使用武器は狙撃銃と大鎌の二形態に変形する「クレセント・ローズ (Crescent Rose) 」。彼女がシグナル・アカデミー在籍時に自作した武器であり、射撃時の反動を高速移動などに用いる戦闘スタイルを持つ。Volume 4では改良され、火や雷のダスト弾を発射させることができるようになり、目的に応じてマガジンを交換することにより使い分けている。オーラのセンブランスとして分子レベルの分解・再構築を応用した高速移動能力を持っており、発動時にはバラの花弁が舞う。
これまでもしばしば描写されていたが（Volume 5:Yang Character Short にて、ビーコン・アカデミーに合格し旅立つ前のヤンからも言われていたが）Volume 5にてオズピンより素手では圧倒的に弱いことを明確に指摘され、オスカー共々体術の訓練をおこなうことになる。
Volume 6:5話にて、アトラスへの旅の途中で「銀の眼の戦士」マリーアと出会い、彼女の下で銀の眼を発動・制御をする修行を行い、Volume 6:13話でついに銀の眼を制御できるようになる。
モチーフは「赤ずきん」。
RWBY CHIBIではしばしばワイスの邪魔をする、授業に遅刻してはウーブレック博士に油を絞られる、サプライズパーティーを計画しては失敗して騒動を起こす問題児。シーズン2:21話でハロウィンの日が誕生日と明かされる。
ワイス・シュニー (Weiss Schnee)
声 - Kara Eberle / 日笠陽子
ダストを取り扱う最大手企業“シュニー・ダスト・カンパニー”の令嬢。左目の上下の瞼に斬傷の痕がある。いささか高飛車で歯に衣着せない言動が多く、ルビーらとよく衝突する。戦闘においては直感的に動くルビーと違って分析的に戦うことを得意とする。
カンパニーの商品や自身の家族を奪った組織「ホワイトファング」を激しく憎悪しており、ファウナス（獣人）を「嘘つきで泥棒で殺人鬼」と呼んで敵視している。しかし存在そのものを否定し切っている訳ではなく、短絡的・暴力的な手段を選ぶ相手を認めないだけである。
前述の通りその物言いから人との衝突が多いが、相手の気持ちを酌み、歩み寄れるだけの度量の広さも持っている。
Volume 3:3話で姉・ウィンターと再会しVolume 3:4話で別れるまでの団欒で、今後の自身の身の振り方の選択を迫られることを伝えられる。
Volume 3:12話のビーコン・アカデミー陥落の後、彼女を心配して自ら訪れた父・ジャックと共にアトラスへ帰郷、後にジャックの提案で慈善コンサートで歌姫として参加することとなる。しかしコンサート後のパーティーで客の失言がきっかけで激高し、センブランスが暴走して召喚されたグリムが来賓を襲う事件が発生。この結果ジャックと決定的に決裂し、家督継承権を剥奪された上に邸宅に軟禁されてしまう。しかし召喚術を遂に習得したことを期に執事クラインの助けで邸宅を脱出。その途中ジャックとアイアンウッドの口論を偶然立ち聞きし、姉が現在任務でミストラルに駐屯していることを知り、そのままミストラルへ旅立った。
使用武器は粉末状のダストをシリンダーに封入し、多彩な魔法を操ることのできるレイピア「ミルテンアスター (Myrtenaster)」。彼女の戦闘スタイルはこのミルテンアスターの魔法に大きく依存しているため、武器が手元から離れると戦闘能力が著しく低下してしまう。オーラのセンブランスとして魔法陣を作り出すことができる。召喚術が苦手で「-White- Trailer」以降扱うのを避けていたが、Volume 3:4話で姉・ウィンターより扱う秘訣を教えられたことを期に地道に鍛錬を重ね、Volume3:11話にて「大剣を持つ騎士の腕」を召喚させることに成功し、Volume 4:9話でついに騎士を召喚・完全制御させることに成功する。
モチーフは「白雪姫」。
RWBY CHIBIではルビーに勉強の邪魔をされたり催眠術で強引に親友にされたりとしばしば振り回されている。実は家事が苦手。
ブレイク・ベラドンナ (Blake Belladonna)
声 - Arryn Zech / 嶋村侑
猫耳のようなリボンが印象的な謎の多い少女。口数が少なくクールな印象を与えるが、読書に理解を示し夢を語るルビーに微笑みかけたり、ルビーやヤンと一緒になって悪ふざけをしてみたりとただ冷たいだけの人物ではない。
実はファウナスと呼ばれる獣人であり、元「ホワイトファング」のメンバー。ファウナスの証である猫耳はリボンに隠していた。ホワイトファング創設時より人類との共存を信じて出奔して入隊し、デモなどで活動していたが、リーダーが代わり、過激組織と変貌したホワイトファングの行動を見限り離反した経緯がある。ワイスと口喧嘩をし、自身が「ホワイトファング」メンバーであることをバラしてしまい、ビーコンから逃亡したこともある。
Volume 3:11話のビーコン・アカデミー来襲の際に同じく襲撃に来たアダムと再会、賛同しなければ近縁者を一人ずつ奪っていくと宣告された上、目の前でヤンの右腕を斬り落とされ、これ以上仲間に迷惑をかけたくないとアカデミー陥落後は故郷のメナジェリーでひっそり生きることを決意し、誰にも告げずにアカデミーを去った。
帰路の途中でサンと再会して同伴し、メナジェリーへ帰郷、数年ぶりに両親と再会するも、メナジェリーでホワイトファング時代の同士イリアと鉢合わせしサンが負傷してしまう。回復したサンに仲間に迷惑をかけたくないから故郷に帰りひっそり生きることにしたことを吐露し、それもできないとわかったので自身の問題だからひとりで立ち向かうことを告げるが、逆にサンに「仲間が自身と共に戦いたいという意志を締め出すな」と諭され、ホワイトファングを創設時代のころに戻すために仲間と共に戦う決意をした。
使用武器は大ぶりな片手剣の中にもう一本の刃を収めた「ガムボール・シュラウド (Gambol Shroud)」。格納されている細身の剣は鎌に変形し、鎖鎌のように使用できる。柄剣部分には銃が仕込まれており、柄はリボンで手元と繋がっており投擲した後も引き金を引くことができる。きわめて高い身体能力の持ち主であり、火器の反動や魔法などに頼らずに垂直の壁を駆け上ったり、ダストを使って自身の分身を生み出し、それを蹴って跳躍するといった離れ業も駆使する。オーラのセンブランスとして分身を作り出すことができる。
モチーフは「美女と野獣」のベル。
RWBY CHIBIでは基本的な性格は本編そのままに猫っぽい仕草が増えている。ツヴァイが苦手。
ヤン・シャオロン (Yang Xiao Long)
声 - Barbara Dunkelman / 小清水亜美
ルビーの姉。ルビーと共にビーコンに入学する。長身で抜群のスタイルの持ち主。異母姉妹であるルビーとは違い豪快で社交的な性格で、入学してすぐに友達を何人もつくった。自身のヘアスタイルに対するこだわりがとても強く、戦闘中に髪が損傷を受けると怒りで瞳が赤くなり、驚異的な攻撃力を発揮する。
Volume 3:11話のビーコン・アカデミー来襲の際にブレイクに襲い掛かるアダムに飛び掛かるが逆に右腕を斬り落とされ意識を失う。アカデミー陥落後は実家に移され、アカデミーが陥落したこととワイス、ブレイクと離れ離れになったこと、そして何よりも右腕を失い戦えなくなったことに深く消沈し、ふさぎ込むようになったが、Volume 4:3話でアイアンウッドから戦闘用義手が送られ、Volume 4:4話でタイヤン、ピーター、バーソロミューから励ましの言葉をもらい再びに戦うことを決意、義手を装着しタイヤンと修行をはじめた。そしてタイヤンから常にセンブランスを発動させて戦っているためオーラの消費が激しく、いざという時に十分に発揮できないことを指摘され、逆にセンブランスに頼らない戦い方を模索するようになる。一応の修行を終え、母レイヴンに会うため（Volume 5:1話）ミストラルに旅立った。
使用武器は両手首にはめられたガントレット「エンバー・セリカ (Ember Celica)」。非戦闘時は大きめのブレスレット状であり、戦闘時には肘から手首までを覆うように展開する。内部に弾倉と小型の火器が内蔵されており、射撃ができるのはもちろん、起爆させて打撃の威力を上げたり、反動で跳躍したり加速したりと非常に応用範囲が広い。オーラのセンブランスとして受けたダメージに応じて身体が強化されると同時に発光し、ダメージを攻撃エネルギーに変換し、拳に集中させて一撃必殺の攻撃を与えることもできる。タイヤンとの修行の結果、Volume 5では感情を起伏させることにより任意的にセンブランスを発動できるようになったが、感情のコントロールに至っては完全に制御できていない模様。また、義手をロケットパンチのように射出することができる。
モチーフは「3びきのくま」のゴルディロックス、名前の由来はブルース・リーの中国語圏の呼び方「李小龍（リーシャオロン）」から、ヤンは陽の字で、金色に輝くという意味。

#### チーム JNPR
読み方は「ジュニパー」。前述の試験で「白のルーク」を選んだ者によって構成されたチーム。リーダーはジョーン・アーク。

なお、メンバーモチーフについてモンティはTwitter上にて「モチーフとなった人物は別の性別に変装していた」というヒントをファンに話している。ピュラの死後、残った3人はルビーと共にチーム「チームRNJR」を結成した。
ジョーン・アーク (Jaune Arc)
声 - Miles Luna / 下野紘
ビーコンに来たルビーの初めての友達。あまり自分の戦闘能力に自信がなく、おっちょこちょいな性格をしたナード。幾度も仲間（特にピュラ）に助けてもらっており、カーディンに目をつけられいじめられていた。しかし、リーダーとしての実力と判断力を持ち合わせており、そのおかげでJNPRのリーダーに任命されている。親に「自信のある男はモテる」と言われており、Volume 2:6話まではしばしばワイスを口説いていた。
代々戦士として高名な家系で、7人の姉たちに過保護にされていたが、そんな自分を変えたく立派な戦士になりたい(と女にモテたい)と偽のトランスクリプトでビーコンに入学しており、戦闘経験はほぼ皆無であった。ただし、ピュラによると「とてつもない量のオーラを持っている」らしい。状況分析や判断力に長けており、チーム内では指揮者として活躍する他、後にピュラとの特訓の成果もあり戦闘力が向上しており、Volume 3のヴァイタル・フェスティバルではチームをまとめる有能なリーダーとして他チームから一目置かれる程までに成長する。
ピュラとは数々の経験を経て相思相愛の仲になるも、Volume 3:12話でシンダーにより失ってしまい、彼女の仇討ちにRNJRのメンバーとして旅に出た。
使用武器は片手剣「クロケア・モルス (Crocea Mors)」と、鞘にも変形出来る盾。これは戦争で戦った「ひいひいおじいさん」のお下がりである。Volume 4:1話でピュラの形見であるサークレットと武器を鍛冶師に結合鍛造してもらい、若干デザインが変更している。また鎧も一新し、ピュラの形見である腰巻を巻いている。volume4:12話では鞘に納めた状態で構えることにより大剣として展開・使用でき、大打撃を与えることが出来る。
Volume 5ではオズピンより自分のセンブランスをはやく見つけるよう訓練を言い渡される。
センブランスは相手のオーラの増幅で、Volume 1でチームCRDL相手に無自覚に発動して片鱗を見せて以来長らく不明だったが、Volume 5:12話にてシンダーによって瀕死になったワイスを救おうとした際に再び発動しオーラの力でワイスの治癒能力あげ命を救い、クイーン・ランサーを召喚出来るまでに回復させた。Volume 6にて、彼のセンブランスは触れた対象の生命エネルギーを増幅させ、これにより回復能力を高める能力だと判明した。また、センブランスを増幅させることもできるが相手に触れ続ける必要があり、現時点ではレンのみの対象になる。
モチーフは「ジャンヌ・ダルク」。
RWBY CHIBIでは弄られ役。ピュラとは本編のVolume 2:5話以前の関係となっているので、相思相愛の仲ではない描写になっている。
ノーラ・ヴァルキリー (Nora Valkyrie)
声 - Samantha Ireland / 洲崎綾
ビーコンの生徒でチームJNPRのメンバー。精神的に幼く、食いしん坊で天真爛漫な性格。レンとは幼馴染であり、長い話と身勝手な行動でよく彼を疲れさせている。基本的に純粋だが、ジョーンがいじめられていた時に「そいつの両足を折ろう」と発言する等、少し暴力的なのがうかがえる。オーラのセンブランスとして体外から電気を吸収できる上、体内で電気エネルギーを生成することもでき、筋肉への直接伝達による身体能力強化に用いる。
Volume 3:12話でビーコン・アカデミー陥落後はルビー、ジョーンに賛同する形でRNJRのメンバーとして旅に出た。Volume 4では髪も伸び、服装も新たに紺のハーフジャケットを着用するなど多少変更されている。
Volume 4:10話でその過去が明かされる。元はミストラルのクロユリ村にいた浮浪児で、村の子供たちにいじめられる、おどおどした少女だった。クロユリ村がグリムの襲撃で壊滅した際にレンに助けられ生き延びた。
使用武器はグレネードランチャーに変形出来るハンマー「マンヒルド (Magnhild)」。グレネード発射時の爆発力を利用して移動手段などにも利用する。Volume 4より改良し、センブランスで生成した電気を付加させることが出来るようになり、それにより雷撃も兼ねた強力な一撃を与えることが出来る。
モチーフは北欧神話の男神「トール」。
RWBY CHIBIでは本編よりもかなりはじけたキャラとなっている。こちらではレンに片想いしている描写になっている。
ピュラ・ニコス (Pyrrha Nikos)
声 - Jen Brown / 豊口めぐみ（Volume 1-2、Volume 3 日本版Blu-ray SET特典映像）、伊藤静（Volume 3 日本版の代役）
ビーコンの生徒でチームJNPRのメンバー。ビーコンに入学する前に在籍していたサンクタム・アカデミーをトップで卒業し、さらに地区大会で連続優勝の記録を超えるなど、かなりの実力者だということがうかがえる。この実力のおかげでシリアルの箱の表紙に載せられていたりする。優しくて仲間思いな性格。
前述の経歴から周りから優等生として扱われることに内心では辟易していたところに全く自身の素性を知らず単に一個人として自身に接してきたジョーンを気にかけるようになり、偽のトランスクリプトでビーコンに入ったことを告白されたにもかかわらず彼を心配し、彼にプライベートで訓練を共にしようと持ちかけた。
使用武器はライフル、ジャベリンと片手剣に変形出来る「ミロ (Miló)」と投擲武器としても使える盾「アクオ (Akoúo)」。オーラのセンブランスとして磁力をコントロールする力も持つ（余談だが、磁力の英名はPolarityであり、ルビーに「ポールを操る力」と誤解された。すぐにワイスに修正されている）。
Volume 3:6話でオズピン達から「女神の力」を知らされ、次代の「秋の女神」になってもらう様提案され、ジョーンにも打ち明けることができず自身が背負う宿命に苦悩するが、Volume 3:11話でシンダーたちがビーコンを襲撃に来た際に「秋の女神」になることを決意し移植作業に入るもシンダーに力を奪取され、シンダーを倒そうとジョーンに別れを告げ塔頂部で交戦するも敗北し、駆けつけたルビーの前で光の粒子となって消滅した。
彼女は自分が死んだ時のことを考え、ジョーンのためにスクロールに戦闘トレーニングの動画を遺しており、Volume 4でジョーンは毎夜動画を観ながらトレーニングをしている。
モチーフはギリシャ神話の英雄「アキレウス」。あるいは「ワンダーウーマン」。
RWBY CHIBIでは死亡していない扱いなので普通に登場している。なお、ジョーンとは本編のVolume 2:5話以前の関係となっているので片想いしている描写になっている。
ライ・レン (Lie Ren)
声 - モンティ・オウム（Volume 1-2）、Neath Oum（Volume 3-） / 斉藤壮馬
ビーコンの生徒でチームJNPRのメンバー。中国の武道服に似た服装を着用している。幼馴染のノーラとは正反対で、真面目でおとなしい性格。よくノーラに振り回されているが、少なからず彼女のことを想っている。オーラと素手で大蛇型のグリムを倒した実力者でもある。
ミストラルのクロユリ村で育つが、村は強力なグリムに襲撃され壊滅、両親も喪い、ノーラと2人生き残る（Volume 4:10話）。
Volume 3:12話でビーコン・アカデミー陥落後はルビー、ジョーンに賛同する形でRNJRのメンバーとして旅に出た。Volume 4では髪も伸び、服装もノースリーブになるなど変更された。
使用武器は刃の付いた二丁のマシンピストル「ストームフラワー (Storm Flower)」。Volume 4では改良され、ブーメランとして使用もできる。オーラのセンブランスとして負の感情の抑制の能力を持ち、負の感情を感知するグリムから姿を隠すことができる。自分以外にも触れている相手や地面伝いの相手も対象に含めることが可能。Volume 1,2では監督であるMonty自らが声を担当していたが、前述の経緯からVolume 3からは兄のNeath Oumが担当している。
RWBY CHIBIでは本編以上にノーラに振り回されひどい目に遭っている。また、ジョーンやサン、ネプチューンとしばしば絡む。

#### チーム CRDL
読み方は「カーディナル」。前述の試験で「黒のビショップ」を選んだ者によって編成されたチーム。メンバーの名前は鳥の名前に由来する。リーダーはカーディン・ウィンチェスター。
カーディン・ウィンチェスター (Cardin Winchester)
声 - Adam Ellis / 木村昴
ビーコンの生徒でチームCRDLのリーダー。ジョック兼いじめっ子であり、ジョーンやヴェルヴェットを主な標的にしている。ジョーンが偽のトランスクリプトでビーコンに入ったことを偶然耳にし、彼を脅迫しいじめをエスカレートさせた。使用武器は巨大なメイス。
RWBY CHIBIではシーズン3よりシンダーの新たな手下として登場。
名前の由来はCardinal（ショウジョウコウカンチョウ）。モチーフはヘンリー・ボーフォート。
ラッセル・スラッシュ (Russel Thrush)
声 - Shane Newville / 宮本淳
ビーコンの生徒でチームCRDLのメンバー。カーディンの取り巻き。使用武器は鍔部分がシリンダー型になっている2対の曲刀。
名前の由来はThrush（ツグミ）。
ダヴ・ブロンズウィング (Dove Bronzewing)
声 - あべそういち
ビーコンの生徒でチームCRDLのメンバー。カーディンの取り巻き。使用武器は鍔部分に銃が仕込まれた両刃の剣。
名前の由来はDove（ハト）。
スカイ・ラーク (Sky Lark)
声 -  / 森田了介
ビーコンの生徒でチームCRDLのメンバー。カーディンの取り巻き。使用武器はハルバード。
名前の由来はSkylark（ヒバリ）。

#### チーム CFVY
読み方は日本語公式ファンブックでは「コーヒー」、原語版では「カフィー」と一定していない。ルビーたちよりも上級生の2年生チーム。メンバーの名前は菓子類に由来する。リーダーはココ・アデル。
ココ・アデル (Coco Adel)
声 - Ashley Jenkins / 伊藤静
ビーコンの生徒でチームCFVYのリーダー。使用武器はガトリングガンに変形できるハンドバッグ。
名前の由来はCocoa（ココア）。
フォックス・アリステア (Fox Alistair)
ビーコンの生徒でチームCFVYのメンバー。使用武器は前腕を覆うほどの大きなブレード
ヴェルヴェット・スカーラティーナ (Velvet Scarlatina)
声 - Caiti Ward / 潘めぐみ
兎耳を生やしたビーコンの生徒で長い間差別されている人型種「ファウナス」の一人。CRDLのメンバーによくいじめを受けていた。
武器は大きなコンテナボックス。中にはカメラとホログラムプロジェクタが内蔵されており、カメラで撮影した武器をコンテナ内のプロジェクタでホログラム投影することで、それを一時的に使用することができる。
なお、彼女の戦闘コスチュームは衣裳デザインコンテストで入賞したユーザーの作品を元に、カラーリングの変更等が行われたものである。
モチーフは『ビロードのうさぎ』。
RWBY CHIBIではゲスト役でしばしば登場している。
ヤツハシ・ダイチ (Yatsuhashi Daichi)
声 - Joe MacDonald / 森田了介
ビーコンの生徒でチームCFVYのメンバーであり、Volume 2終了時点では全キャラクター中最も身長が高い。使用武器は巨大な曲刀。
名前の由来は八ツ橋（京都名物の和菓子）

#### ビーコン・アカデミーの教師
オズピン教授 (Professor Ozpin)
声 - Shannon McCormick / 井上和彦
ビーコン・アカデミーの校長。ルビーの才能を見抜き、ビーコンへの入学を推薦した。ルビーの叔父であるクロウとは知り合い。ヤン曰く「少し外れている」。灰色の髪とサングラスが特徴。よくマグカップを片手に持っている。武器は持ち手がバイクのハンドルのような形状の杖で、剣のように振るって戦う。シャフト部分は伸縮式で、グリップ部分に短く縮めて収納することができる。
その正体は「光と闇の兄弟神」が創造した人間の「意思体」であり、転移魔法により永きに渡り転生や憑依を繰り返して現在まで存在していた。また、童話「四人の女神」に語られている「魔法使い」でもあり、善の心を持った4姉妹にレリックを守護する力を与え、また、クロウとレイヴンの姉弟に、「四人の女神」の助けになるよう、鳥に変身する魔法を与えた。さらに、80年前の戦争時におけるヴェイル国王でもあった。
Vol.3終盤のビーコン・アカデミー襲撃時、「秋の女神」となったシンダーと交戦するも、行方不明となってしまう（シンダーはセイラムに討ち取ったと報告している）。だが、死の間際に転移魔法によりオスカーと魂とオーラが一体化してしまったことが判明した。ビーコン・アカデミー陥落寸前にクロウに自身の杖を託している。
Vol.6にて全ての真相が明らかになり、真名は旧時代の人類の戦士・オズマといい、かつて幽閉されていたセイラムを救助した過程で相思相愛となったがオズマは病没し、後に闇の神により蘇ったが、輪廻転生の理に反する行為だと光の神により再び魂の世界へ戻る。後に光の神より人類は一度消滅し、現世は新時代へと変わったこと、神の存在しない現世においてセイラムは不老不死の存在になり世界を支配しようとしていることを伝え、セイラムの暴走を阻止する大役を与えられて現世に復活した。オズマはセイラムと再会、彼女と共に王国を築き上げ、後に4人の娘をもうけたが、セイラムを改心させるには至らず、後に彼女に全てを話した末に関係は決裂、激しい戦いの末に敗れ死亡、それからも彼女を説得すべく転生を繰り返す長い旅をすることとなる。
モチーフは「オズの魔法使い」のオズ。
グリンダ・グッドウィッチ (Glynda Goodwitch)
声 - Kathleen Zuelch / 浅野真澄
ビーコンの教師でハントレス。眼鏡とマントが特徴の、オズピン教授の助手的存在の女性。魔法を使った戦法を得意とする。使用武器は鞭。オーラのセンブランスはテレキネシス。
ビーコン・アカデミー陥落後はアカデミー復興のために活動しているものの、オーラの使い過ぎで疲弊している描写がある。
モチーフは「オズの魔法使い」のグリンダ。
ピーター・ポート教授 (Professor Peter Port)
声 - Ryan Haywood / あべそういち
ビーコンの教師でベテランのハンター。立派な口髭のある恰幅のいい壮年男性。チームSTRQがアカデミーに在籍していたころはティーチングアシスタントを務めていた。主に実戦やグリムの対処法について教えている。若いころは偉大だったらしく、授業中は自身の武勇伝を長々と語る。オズピン教授に絶大な信頼を置いている。使用武器はブランダーバス（ラッパ銃）と斧を合体したもの。
ビーコン・アカデミー陥落後はアカデミー復興のために活動している。Volume 4:4話でバーソロミューと共にタイヤンの家を訪れた。
バーソロミュー・ウーブレック博士 (Dr. Bartholomew Oobleck)
声 - Joel Heyman / 烏丸祐一
ビーコンの教師。丸眼鏡をかけた緑髪の男性で、主に歴史を教えている。コーヒーを常に飲んでおり、ものすごいスピードで移動し、喋る速度も早い。使用武器は伸縮自在な水筒。
ビーコン・アカデミー陥落後はアカデミー復興のために活動している。Volume 4:4話でピーターと共にタイヤンの家を訪れた。

### シグナル・アカデミー
ヴェイル西側に広がる海に浮かぶ島・パッチ（Patch）にあるハンター養成学校。学校の方針として「武器の自作」が掲げられており、クレセントローズもかつて在籍していたルビー自身により製作されている。
クロウ・ブランウェン (Qrow Branwen)
声 - ヴィック・ミニョーニャ /  平田広明
ルビー、ヤンの叔父で、シグナル・アカデミーの教官。Volume 1、2では名前とシルエットの登場でしかなかったがVolume 3で登場。2人には気安く接しており、彼女たちからも非常に慕われている。
真っ昼間からバーで飲んだくれ、人前で平然とスキットルで飲み始めるほどのアルコール中毒者だが、戦闘能力は非常に高い。戦闘では髪をかきあげてオールバックにする癖がある。
ビーコン・アカデミーの卒業生であり、かつてサマー、レイヴン、タイヤンと「チームSTRQ（スターク）」を組んでいたという。オズピン校長やアイアンウッドとは交流があり、世界の不穏な動きを探るべく危険な任務にも身を投じている。その一方で、ワイスの姉であるウィンターとは因縁があるようだが、現時点では不詳。
ルビーに戦闘技術を教え込んだ人物で、オズピンが言う「第一級危険武器（＝クレセントローズ）」を扱えるまでにした。
センブランスとして「周囲の運気を下げる」という、無意識に発動する特異な能力を持ち、「敵には有効だが仲間には不利になる」と、STRQ以外の仲間を作る気もなく、単独で行動している。その能力故にVolume 4ではルビーたちと旅を同行することも出来ず、ヘイヴンへ旅をするRNJRのサポートとして、影でグリムの群れなどを狩りながら後を付いていったが、Volume 4:6話でティリアン相手に苦戦しているRNJRを助けるために姿を現しティリアンと互角に交戦するものの、一瞬の隙を突かれ毒を打ち込まれ、戦闘後も毒により重症を負う。しかしVolume 4:12話でミストラル守備隊にRNJR共々保護されて回復を果たした。その後自身を訪ねてきたオスカーと出会い、彼がビーコン・アカデミー陥落寸前にオズピンより預かっていた杖を返すよう告げたことで彼を現在のオズピンであると認めた。
武器は柄の根元に歯車が埋め込まれた大剣「ハービンジャー（Harbinger）」で、ショットガン、大鎌への変形機構も持つ。また、オズピンに「四人の女神」の助けになるよう、鳥に変身する魔法を与えられている。
タイヤン・シャオロン (Taiyang Xiao Long)
声 - Burnie Burns / 堀内賢雄
ルビー、ヤンの父親。ルビーとヤンの話の中で何度か登場はしていたが、名前はVolume 2まで明かされなかった。
ヤンに戦闘技術を教え込んだ人物。心配性で過保護だが娘たちの無事と成長を一心に願う良き父親。クロウからは「タイ（Tai）」の愛称で呼ばれている。
RWBY CHIBIではダメオヤジキャラとなっており、ルビー、ヤンにいいところを見せようと奮闘するも空回りしたり、クロウと張り合ったりしている。

### ヘイヴン・アカデミー
ミストラル（Mistral）にあるハンター養成学校。
レオナルド・ライオンハート教授 (Professor Leonardo Lionheart)
声 - Daman Mills / 石住昭彦
ヘイヴン・アカデミーの校長でライオンの尾をもつファウナス（Volume 5:11話)。ビーコン・アカデミー襲撃以前より後述の事情で音信不通になっていた。武器は十字架のついた円盤状の盾で、円盤のダストの装飾を十字架の穴に合わせることで、対応するダストのを発射できる。
ヘイヴン・アカデミーの設立にはオズピンが深く関わっておりオズピンからは信頼を寄せられているが、彼自身はオズピンへの不信をぬぐえず開放されたいという思いからセイラムと密約して内通者となり、シンダー達のビーコン・アカデミー襲撃計画でミストラルの生徒として潜入させる等の手引きをしていた（Volume 5:11話)。ビーコン陥落後はVolume 4:12話とVolume 5:1話にてワッツと「春の女神」およびレリックに絡む密約を結び、計画の邪魔になるミストラル在籍のハンター達の情報を提供することで密かに葬っていた。ただ、オズピンへの不信こそぬぐえないもののセイラムに加担していることに対する罪悪感は少なからず感じている（Volume 5:10話)。
ヘイヴン・アカデミーの設立時にオズピンより送られたティーセットを今でも愛用している。
後に全てが露見し逃走しようとするもセイラムに発見され、自身に刃を向けたこともあり用済みだと粛清された。
モチーフはVolume 5:2話でのセイラムのライオンハートへの「名前の『意味』を揶揄した問いかけ」から「オズの魔法使い」の臆病ライオンを示唆している。なお、Lionheart（ライオンハート）とは「勇敢な心」を表す英語の慣用句（12世紀のイングランド王リチャード1世の異名「獅子心王」として有名）。

#### チーム SSSN
読み方は「サン」。リーダーはサン・ウーコン。
サン・ウーコン (Sun Wukong)
声 - Michael Jones / 前野智昭
ヘイブンの生徒でチームSSSNのリーダー。猿の尻尾を生やしたファウナスの青年。ヴァキュオ生まれ。ブレイクがファウナスであることにすぐに気づいた。密航者のため、警察に追われていたがビーコンから逃亡したブレイクと行動を共にし、ローマンの密輸を目撃、阻止している。オーラのセンブランスとして、最大3体の分身を作ることができ、念じることによりそれぞれ命令通りの行動をとることができるが、数に比例して長時間維持することが困難になる。
Volume 2終盤で少年刑事としてネプチューンと共にグリムがあふれた街中に登場したが、軍とRWBY・JNPR・CFVYの活躍で事態は収束したため何もできずに終わってしまった。
Volume 3でビーコン・アカデミーが陥落した後、アカデミーを離反するブレイクの姿を見て、一人でホワイトファングと戦おうとしていると勘違いし、加勢しようと後を付けていたがVolume 4:3話でバレてしまい、さらに帰郷することを知ると、ネプチューンとミストラルで合流するついでにメナジェリーまで付いていくことにした。
使用武器は二つの小型リピートライフルが繋がれているヌンチャクに変形できる棍「ルィ・バン/ジング・バン (Luyi Bang/Jingu Bang)」。
モチーフは「西遊記」の孫悟空であり、名前も孫悟空を中国語にしたものである。
スカーレット・デイビッド (Scarlet David)
声 - Gavin Free
ヘイブンの生徒でチームSSSNのメンバー。使用武器はカットラスとフリントロック・ピストルに似た形状の短銃であり、トリガーガード部分をフック付きロープとして撃ち出すことができる。
セージ・アヤナ (Sage Ayana)
声 - Josh Ornelas / 木島隆一
ヘイブンの生徒でチームSSSNのメンバー。使用武器は大剣。
ネプチューン・ヴァシリアス (Neptune Vasilias)
声 - Kerry Shawcross / 中島ヨシキ
ヘイブンの生徒でチームSSSNのメンバー。サンと行動を共にする青年。青い短髪とゴーグルが特徴。使用武器は電気を放つ銃や長刀に変形するトライデント。名前の由来はギリシャ神話の海神ポセイドンに相当するネプチューン。
「フードファイトに巻き込まれる」「少年刑事としてサンと登場しても活躍がなかった」等、少々不遇な扱いを受けている。ワイスに好意を寄せており、ダンスパーティーでぎこちない動きをしつつも、一緒に踊ることが出来た。Volume 3のオープニング映像ではサンと他2人を含めた4人チームを組んでいる。
ネプチューンという名前でありながら水が弱点で、トーナメントで船が浮かぶ水のステージが出現した際には足が水に浸かってしまうステージに近づくことができなかった。
Volume 3でビーコン・アカデミーが陥落した後、サンの提案(勘違い)でブレイクの仇討ちに賛同し、しかしブレイクが船を使うと知るや、水が苦手で船に乗れないと一足先に飛行船でミストラルへ向かい、落ち合うことにした。

#### チーム ABRN
読み方は「オーバーン」。ヴァイタル・フェスティバル・トーナメントにおけるチームRWBYの対戦相手。リーダーはアルスラーン・アルタン。
アルスラーン・アルタン (Arslan Altan)
声 - / 内藤有海
ヘイブンの生徒でチームABRNのリーダー。使用武器は紐で結ばれたクナイ。
ボリン・オーリ (Bolin Hori)
声 - / 森田了介
ヘイブンの生徒でチームABRNのメンバー。使用武器は両端に小さな鎌が仕込まれた長棒。
リース・クロリス (Reese Chloris)
声 - / 森千早都
ヘイブンの生徒でチームABRNのメンバー。使用武器は2丁のビームガンに変形できるエッジ部分にブレードの付いたホバーボード。
ナディール・シコ (Nadir Shiko)
声 - / 竹内栄治
ヘイブンの生徒でチームABRNのメンバー。使用武器は刀に変形する機能を持ったライフル。

### シェイド・アカデミー
ヴァキュオ（Vacuo）にあるハンター養成学校。4王国のアカデミーの中では唯一制服が存在しない。

#### チームBRNZ
読み方は「ブロンズ」。ヴァイタル・フェスティバル・トーナメントにおけるチームJNPRの対戦相手。リーダーはブロンズ・ニー。
ブロンズ・ニー (Brawnz Ni)
声 - Blaine Gibson / 木島隆一
シェイドの生徒でチームBRNZのリーダー。使用武器はベアクローの付いた手甲で、手の甲の表面部分にもナイフ状のブレードが取り付けられている。
ロイ・スタリオン (Roy Stallion)
声 - / 宮本淳
シェイドの生徒でチームBRNZのメンバー。使用武器は回転式の丸ノコが付いた籠手で、丸ノコはフリスビーのように飛ばすことが出来る。
ノーラン・ポーフィリオ (Nolan Porfirio)
声 - Aaron Marquis
シェイドの生徒でチームBRNZのメンバー。使用武器は電撃を発するスタンロッド。
メイ・ツィートン (May Zedong)
シェイドの生徒でチームBRNZのメンバー。使用武器はスナイパーライフル。

#### チームNDGO
読み方は「インディゴ」。ヴァイタル・フェスティバル・トーナメントにおけるチームSSSNの対戦相手。リーダーはネビュラ・ヴィオレッテ。なお、このチームはRooster Teeth製作の実写ドラマ『LAZER TEAM』の製作資金のクラウドファンディングに出資したファンによって考案されたチームであり、チーム名もクラウドファンディングサイト「Indiegogo（インディーゴーゴー）」のもじりになっている。
ネビュラ・ヴィオレッテ (Nebula Violette)
声 - Kate Warner
シェイドの生徒でチームNGDOのリーダー。使用武器は剣に変形可能なクロスボウ。
デュー・ゲイル (Dew Gayl)
声 - Kim Newman / 森千早都
シェイドの生徒でチームNGDOのメンバー。使用武器は穂先が錨のような形状をした槍。
グウェン・ダーシー (Gwen Darcy)
声 - / 藤村鼓乃美
シェイドの生徒でチームNGDOのメンバー。使用武器は無数の投げナイフ。
オクタヴィア・エンバー (Octavia Ember)
シェイドの生徒でチームNGDOのメンバー。使用武器はフランベルジュ。

### アトラス・アカデミー
アトラス（Atlas）にあるハンター養成学校であり、同国における国家機能を代行している。

#### チーム名称不明
ペニー・ポレンディーナ (Penny Polendina)
声 - Taylor Pelto / 潘めぐみ
オレンジ色の髪でそばかすが特徴の少女。トーナメントに参加するためにヴァイタル・フェスティバルに足を運び、サンを追いかけていたワイス達と遭遇した。
少しズレている一面があるが純粋で、ルビーとは友達になった。また友達の友達もまた友達との考えを持っており、ワイス達のことも友人と思っている。使用武器は背中のバックパックに格納したワイヤーつきの無数の剣「フローティング・アレイ」で、飛行機を真っ二つにする光線を放つこともできる。
ローマン密輸事件の際にはローマンを一時撤退させるなど一役買った。しかし、密輸事件以降は行方をくらましており、ルビーに見つかった際に、アイアンウッドに会話を止められていたこと、そして、オーラを生み出せる世界初の人造人間（ガイノイド）であることを明かした。
その後は、ルビーとアイコンタクトをとったりバレないよう会話したりとルビーと友好関係を深めていたが、ヴァイタル・フェスティバル決勝トーナメントにてピュラと対戦し善戦するが、エメラルドのセンブランスによって見せられた幻覚で恐怖心を煽られセンブランスを全開にしたピュラによって破壊されてしまった。ペニーのコアは破壊を免れたため、アトラスに回収された後ピエトロによって肉体を修復され、「アトラスの守護者」としてアトラスを守護する任務に就く。シンダーの襲撃に抗う最中にフリアから冬の女神の力を受け継ぎ、これを退けるも、アイアンウッドに協力したアーサーからハッキングを受ける。ジョーンのセンブランスによって進行を遅らせつつ、知識の杖の力でハッキングされた機械の肉体を捨て生身の肉体を手に入れる。ルビーたちが考案したアトラスの全市民をヴァキュオに送る作戦の最中にシンダーから再び襲撃を受け致命傷を負い、最後はシンダーに冬の女神の力を渡さないためにジョーンに介錯を頼み、とどめを刺される。その際、冬の女神の力はウィンターに引き継がれた。
RWBY CHIBIでは死亡していない扱いなので普通に登場している。こちらでは首を破壊されてもつけなおして復活している。
シエル・ソレイユ (Ciel Soleil)
声 - Yssa Badiola / 内藤有海
アトラスの生徒でペニーのチームメイトの褐色肌の少女。几帳面かつ非常に時間に厳格な性格。

#### チームFNKI
読み方は「ファンキー」。ヴァイタル・フェスティバル・トーナメントのダブルス戦におけるチームRWBYの対戦相手。メンバーのモチーフはインターネットカルチャーが由来になっている。リーダーはフリント・コール。
フリント・コール  (Flynt Coal)
声 - Flynt Flossy / 櫻井トオル
アトラスの生徒でチームFNKYのリーダー。父親が経営していた小さなダストショップをシュニー・ダスト・カンパニーによって潰されてしまった過去を持つ。
武器は衝撃波を発生させるトランペット。オーラのセンブランスとして自身の動きをトレースする分身を3体作り出すことができ、本体を含めた4体同時攻撃「キラー・カルテット（Killer Quartet）」は非常に強力である。
セイラムによるアトラス襲撃の際に、無尽蔵にグリムを生み出し続け敵の拠点にもなっている超巨大グリムに爆弾を設置する任務にネオンと共に就く。
ネオン・カット (Neon Katt)
声 - Meg Turney / 藤村鼓乃美
アトラスの生徒でチームFNKYのメンバー。猫の尻尾を生やしたファウナスの少女。武器は棒部分がケミカルライトになったヌンチャクであり、体術にローラーブレードを組み合わせたヒット・アンド・アウェイ戦法を得意とする。

#### アトラス軍
ジェイムズ・アイアンウッド  (James Ironwood)
声 - Jason Rose / てらそままさき
アトラス軍の将軍であり、同国のアカデミーの校長。右半身の大部分が機械化されている。オズピン、グリンダ、およびシュニー・ダスト・カンパニーの現社長のジャックとは旧知の仲であり、クロウからは「ジミー（Jimmy）」と呼ばれている。ヴァイタル・フェスティバルの開催に伴いアトラス・アカデミーの生徒と共にヴェイルを訪れたが、これはクロウからのメッセージを受け未知の敵に備えるべく軍の兵力を動員したためである。
実直で正義感の強い人物であるが、有事の際には早期の解決を図ろうとするあまり持ち前の軍事力による殲滅戦を取ろうとするため、状況の全容解明を優先し慎重策を取るオズピンとはたびたび衝突することがある。またペニーには過保護な一面があり、ローマンの密輸事件以降ルビー達とは話さないよう命じるほどであり、ペニーが破壊された際は拳を握りしめていた。Volume 4:2話ではアトラス軍代表としてダストの輸出禁止の件でジャックと悶着を起こしたりしているが、4:5話ではパーティーに呼ばれるなど、ジャックとの仲はそれほど悪くない。
Volume 4では右腕を失ったヤンのために、再び立ち上がり戦うことを信じて最新式の戦闘用義手を贈る。なお世界混乱により多忙な日々を送っており、髭が若干伸びている。
ルビーたちがアトラスに渡るころには、周辺空域に艦隊を集結させる、アミティ・コロシアムを改造してビーコン・アカデミーの代わりとなる通信タワーに転用しようとするなど、アトラスの議会を無視した独断行動に出ている。それはセイラム配下の暗躍やこれまで一部の人間にしか明かさなかった敵の勢力に関する情報を暴露されたりと、度重なる不測の事態によってピークに達し、極度の人間不信に陥って戒厳令を独断で発令し自身の作戦遂行の妨げになる人々を殺害する凶行に至る。
その後は捕縛したアーサーを利用してペニーをハッキングさせ、レリックを死守しようと画策するが、ウィンターにも裏切られ、独房に連行される。
セイラムの侵攻によってアトラス全土が混乱に陥ると独房を脱出し、レリックの間にてウィンターと戦闘になる。はじめは優勢だったものの、ペニーの死によって冬の女神の力を受け継いだウィンターの猛攻の前に敗北する。
その後はレリックの間に現れたセイラムに銃を向けようとするも諦め、墜落するアトラスと運命を共にする。
武器は2丁の拳銃、及びそれらを接続することで強力な一撃を放つビームキャノン。また、体術にも優れ、作中では右手だけでグリムの攻撃を受け止め、軽々と振り回す様子も見られた。
ウィンター・シュニー (Winter Schnee)
声 - Elizabeth Maxwell / 川澄綾子
ワイスの姉であり、アイアンウッドの忠実な部下。軍属のため、既にシュニー・ダスト・カンパニーの家督相続権は放棄済み。ヴェイル市街警備のための追加部隊の監督として、ヴァイタル・フェスティバルに湧くビーコン・アカデミーを訪れた。
ワイスには公私を分別して厳しく接している一方で学校生活について成績ではなく交友関係や趣味について心配するなど、彼女なりに妹のことを思いやっており、ワイスにとっても敬愛する姉である。その一方で、クロウとは以前からの知り合いだが、彼のことは快く思っていない。後にペニーから冬の女神の力を受け継ぐ。
武器はサーベルで、中に一回り小さいもう一本のサーベルが収納されており、スイッチひとつで分離可能。オーラのセンブランスは妹と同じく魔法陣生成だが、妹より早く「召喚能力」を会得しており、青白く発光するグリムを作り出し使役することができる。本人曰く、過去に自分を追い詰めた強敵を思い出し、自分の味方であるとイメージすることで召喚することができるらしい。
ピエトロ・ポレンディーナ (Pietro Polendina)
声 - Dave Fennoy / 宝亀克寿
アトラスの優秀な科学者で、ペニーを開発した張本人。車椅子に似た四本脚の椅子に乗った老人。ヤンの義手を制作した。ペニーを本当の娘のように溺愛している。
キャロライン・コルドヴィン (Caroline Cordovin)
声 - Mela Lee　/ 塩田朋子

##### エース・オペレーティブス
アトラス軍所属・アイアンウッド直属のアトラス最強のハンター部隊。通称「エース・オプス（日本語版ではエース部隊）」。メンバーのモチーフはイソップ童話が由来になっている。
クローバー・エビ (Clover Ebi)
声 - Christopher Wehkamp / 置鮎龍太郎
エース・オプスの隊長。非常に優れた戦闘能力と落ち着いた人格、アイアンウッドへの高い忠誠心を持つ優秀な軍人で、アイアンウッドの作戦に協力することになったルビー達をサポートすることとなる。
武器はルアー部分に刃を持つ釣り竿「キングフィッシャー」。センブランスは「幸運を引き寄せる」というもので、クロウ同様自動発動型。
エルム・エダーネ (Elm Ederne)
声 - Dawn.M.Benette / 渡辺明乃
エース・オプスのメンバーで、クローバーに次ぐ強さを持ち、かつては彼とリーダーの座を争ったこともあるという。武器はロケットランチャーに変形するハンマー「ティンバー」。センブランスとして地面にオーラの根を張ることができる。
マロウ・アミン (Marrow Amin)
声 - Mick Lauer / 小林親弘
エース・オプスのメンバーで最年少。犬のファウナス。武器はライフルに変形する大型のブーメラン「フェッチ」。センブランスとして対象を指差しながら「Stay(待て)」と口にすることで対象の動きを止めることができる。
ハリエット・ブリー (Harriet Bree)
声 - Anairis Quinones / 生天目仁美
エース・オプスのメンバー。武器は腕に装着するタイプのパワードスーツ「ファスト・ナックルズ」。センブランスは電気を伴った超高速移動で、ルビーよりも高速で動けるという。
ヴァイン・ゼキ (Vine Zeki)
声 - Todd Womack / 武内駿輔
エース・オプスのメンバー。武器は「ソーン」という名称だが、詳細は不明。センブランスとして手足からオーラのツタを伸ばすことができる。

### マントル

#### ハッピー・ハントレス
ロビン・ヒル（Robyn Hill）
声 - 不明 / 小林沙苗
マントルの政治家で、ハッピー・ハントレスのリーダー。
フィオナ・タイム（Fiona Thyme）
声 - 不明 / 吉岡茉祐
ハッピー・ハントレスのメンバーで、羊のファウナス。
メイ・マリーゴールド（May Marigold）
声 - 不明 / 國府咲月
ハッピー・ハントレスのメンバーの一人。
ジョアンナ・グリーンリーフ（Joanna Greenleaf）
声 - Marissa Lenti / 東内マリ子
ハッピー・ハントレスのメンバーの一人。
フォレスト（Forest）
声 - Eric Baudour / 白石兼斗
ハッピー・ハントレスのメンバーの一人。

### 主人公達の敵

#### シンダーとその協力者たち
シンダー・フォール (Cinder Fall)
声 - Jessica Nigri / 甲斐田裕子
Volume 1:1話でローマンが引き連れていた女性で彼の雇い主。炎を操り、ベテランのハントレスであるグリンダと互角に戦っている。第1シーズン最終話でも最後に登場。第2シーズンではライオンハートの手引きでミストラルの生徒として（Volume 5:11話）ビーコンに潜入している。格闘大会に出場する他校の生徒とビーコン・アカデミーの交流のために開催されたダンスパーティーの夜、情報を盗むために通信ネットワークタワーに忍び込む姿をルビーに目撃され、戦闘になる（変装していたためルビーや将軍に正体がばれることはなかった）。魔法を使うときに必要な触媒を服に織り込んでいるため、魔法を使うときは服の一部が発光する。武器は黒い双剣で、重ねて弓として使用もでき、オーラで矢を形成して放つ。
Volume 3:11話でアンバーから「女神の力」を奪って「秋の女神」になり、ルビーの目の前でピュラを殺害するも、「銀の眼の力」を暴走させたルビーにより左半身に深刻なダメージを負ってしまう。Volume 4では声を出すこともやっとな状態でありセイラムの下で療養していた。左半身はセイラムによってグリムと同じ肉体に置き換わった（Volume 5:12話）。
Volume 5:2話で普通に喋り動けるくらいに回復し、ルビーに対する執着を見せているがセイラムに慎重にと釘をさされる（「秋の女神」になったことに加え左半身がグリム化されたため「銀の眼の力」が弱点になっている）。
Volume 5:9話にてワッツと共にレイヴンに「春の女神」引渡しの交渉に向かい、目的がレリック奪取を理由に引渡し自体は拒否されるがレイヴンの提示したクロウ抹殺に協力する条件をルビーへの復讐心から飲んでレリック奪取までの同盟を結ぶ。後にレリックを巡ってレイヴンと闘うも敗れ、谷底に落とされ死んだものと思われたが、悪運の強さから奇跡的に生き延び、Volume 6ではルビーへの復讐を果たすべくセイラムの下へ帰還せずに独自に行動（この結果、Volume 6:4話にてセイラムより裏切り者とされた）、ニオの協力を得てアトラスへ向かう。
RWBY CHIBIでは悪事を企てては敗退するコミカルな悪役となっており、自分が若く見えるかを気にしている。
ローマン・トーチウィック (Roman Torchwick)
声 - Gray G. Haddock / 三木眞一郎
Volume 1:1話でルビー、グリンダと対峙した指名手配犯。帽子を被り右目にオレンジ髪がかかった気取った言動の多い男性。大量のダストを至るところで盗んでいる。ダストを強奪していたが（偶然店にいた）ルビーに邪魔され、逃亡する。この事件で見せた実力によってルビーはオズピン教授に注目された。
モチーフは「ピノキオ」のロメオ・キャンドルウィック。造形的には、時計じかけのオレンジ のアレックス（Alex DeLarge）。
使用武器は銃器を仕込んだケーン「メロディック・カジェル (Melodic Cudgel)」で、杖術にも長ける。Volume 1:最終話の時点でホワイトファングと協力しており、ダストの密輸をしていたところをブレイクとサンに邪魔されている。その際に二人同時に戦って互角以上に戦う等、見た目によらず戦闘力は高い。
Volume 2では雇い主のシンダーの指示で暗躍をしていたが、終盤でチームRWBYの邪魔に遭い独断行動を起こし、大量のグリムを街中に放ち人々を混乱させた。ビーコンアカデミーの生徒と教師によって騒ぎは終息し逮捕された後、将軍から司法取引を持ちかけられるが断った。そしてヴァイタル・フェスティバルが終了するまでビーコン・アカデミー上空で停泊していた飛行戦艦内の牢屋に収監されたが、Volume 3:9でのアカデミー来襲の混乱に紛れてニオの手により脱獄、ウイルスプログラムを用いてアトラス軍のロボットを制御化に置きアカデミーをさらなる混乱に陥れる。Volume 3:11で戦艦に乗り込んだルビーと交戦するも、背後から飛来してきたグリフォンに食い殺されてしまった（そのグリフォンもルビーに退治される）。
RWBY CHIBIでは死亡していない扱いなので普通に登場しているが、シンダー同様に悪事を企てては敗退するコミカルな悪役となっている。
エメラルド・サストライ (Emerald Sustrai)
声 - Katie Newville / 井上麻里奈
シンダーの部下の一人で、緑髪と褐色肌が特徴の少女。愛称は「エメ (Eme)」。手癖が悪く、よくスリをはたらく。一匹狼として街中で悪事を働いていた所をシンダーと出会い、気に入られて行動を共にするようになる。使用武器は銃にもなる小鎌。オーラのセンブランスとして相手に幻覚を見せることができる。レンの武器とデザインが似ている。シンダー、マーキュリーと共にミストラルの生徒としてビーコンに潜入している。Volume 3のオープニング映像ではワイスと戦っている。
シンダーに崇拝に近い思いを抱いているためにVolume 5でシンダーが死んだと思った際には激昂。さらにVolume 6:4話でセイラムからシンダーの生存と今後裏切り者として処理することを伝えられて動揺を見せている。
マーキュリー・ブラック (Mercury Black)
声 - J.J. Castillo（Volume 2）、ユーリ・ローエンタール（Volume 3） / 緑川光
シンダーの部下の一人で、灰色髪の青年。愛称は「マーク (Merc)」。エメラルドと行動を共にする。名高い暗殺者を父に持っていたが対抗組織の襲撃に遭い父親は死亡し自身も両脚に重症を負っていた所を、父親を訪ねに来たシンダー、エメラルドと出会い、行動を共にする。両脚を戦闘用義足にし、使用武器は銃の付いたグリーブ。ヤンの武器とデザインが似ている。シンダー、エメラルドと共にミストラルの生徒の一人としてビーコンに潜入している。Volume 3のオープニング映像ではヤンと戦っている。
ニオ・ポリタン／ネオ・ポリタン (Neo Politan)
声 - / 藤村鼓乃美
Volume 2から登場するローマンの部下であり、愛称は「ネオ (Neo)」。右半分がピンク、左半分が茶色に分かれた髪に茶色とピンクのオッドアイ（シーンによって左右が入れ替わる）という特徴的な外見の少女。一言も喋らず、発話障がい者とも思われる。全キャラクター中最も身長が低い。オーラのセンブランスとして幻影を操ることが出来、回避や逃走、変装に利用される。使用武器は刃物を仕込んだレース模様の傘。
Volume 3では、黒髪のツインテールとゴシックパンク風のコスチュームに大変身し、シンダーたちのチームの4人目のメンバーとしてトーナメントに参加。Volume 3:9でローマンを脱獄させ飛行戦艦を乗っ取り、Volume 3:11で戦艦に乗り込んだルビーと甲板上で交戦し優位に立つも、ルビーの機転でパラソルが開いた弾みで風圧により外に投げ出された。長く生死不明だったが、Volume 6で再登場する。
モチーフはナポリタン・アイスクリーム（英語: Neapolitan ice cream）（ストロベリー、バニラ、チョコレートの三色アイス）。
RWBY CHIBIでは本編と同じくひとことも喋ることなく、意思の疎通にセリフを書いたプラカードを掲げて伝える。

#### ジュニアのクラブ
ヘイ・ション (Hei Xiong)
声 - Jack Pattillo / 宮本克哉
『Yellow』トレイラーに登場したクラブのマネージャー。通称「ジュニア (Junior)」。ヤンに部下の前で恥をかかされ、マラカイト姉妹がヤンに敗れたあとに攻撃。一時は有利だったものの、怒りでパワーアップしたヤンに倒される。使用武器はバットに変形できるバズーカ。赤いサングラスをした手下をたくさん連れており、金と引き換えにローマンに貸した。
メラニー・マラカイト/ミルシャデス・"ミルシャ"・マラカイト (Melanie Malachite/ Miltiades "Miltia" Malachite)
声 - Maggie Tominey / 洲崎綾
ジュニアの部下である姉妹。ヤンと対決したが二人ともあっさり倒されてしまった。使用武器はメラニーが刃の付いたヒール、ミルシャが赤い鉤爪。
なお、両者のキャラクターデザインはそれぞれワイスとルビーの初期稿の流用である。

#### ホワイトファング
アダム・トーラス (Adam Taurus)
声 - Garrett Hunter / 中村悠一
『Black』トレイラーでブレイクと組んでいた男性。赤髪の短髪にマスクを着けている。潜入した列車の乗客を全員殺すことを命令するが警備ロボットに邪魔され、命令を拒否したブレイクに逃げられてしまう。
使用武器は居合刀「ウィルト (Wilt)」と銃に変形できる鞘「ブラッシュ (Blush)」。オーラのセンブランスとして敵の攻撃を吸収し自身の攻撃力を増強することが出来る。その際、髪や服の文様、刀身が赤く発光する。
ブレイクの元相棒で、彼女に戦闘技術を授けた人物。ホワイトファングのヴェイル支部長とも言える立場にあり、ファウナスを差別する人間に対し深い憎悪を持ち、目的のためには手段を選ばない。本編には第2シーズン最終話で初めて登場。シンダー達の前に現れる。「-Black- Trailer」でブレイクが離反し、はじめは彼女の意思を尊重しあきらめようとしたが、後にシンダーと手を組み勢力を拡大していた過程で彼女のことがあきらめきれず、Volume 3でのアカデミー襲撃の際にホワイトファングに連れ戻すべくブレイクの前に現れた。しかし意見が決裂したアダムはそれなら近縁者の命を奪うと宣告、駆けつけたヤンの右腕を斬り落とすも逃げられ、その後も組織内で派閥を広げ、Volume 5では自身の賛同者と共にシエナを殺害し、ホワイトファングの新たなリーダーとなった。
モチーフは「美女と野獣」の野獣。
コサック・アルベイン (Corsac Albain)
声 - デレク・ミアーズ / 白熊寛嗣
メナジェリーのホワイトファングの代表の一人。狐の尻尾を持つファウナス。メナジェリーのホワイトファングがアダムの派閥に賛同したことを、創設者であるギーラに報告しに訪れた際にブレイクと出会い、早速アダムに報告した。その後、アダムからベラドンナ夫妻を暗殺する命を受ける。
武器はスティレットで、刃から炎および風のダストを噴射して火災旋風を発生させることができる。
フェネック・アルベイン (Fennic Albain)
声 - Mike Mcfarland / 矢野智也
メナジェリーのホワイトファング代表の一人。狐の耳を持つファウナス。
イリア・アミトラ (Ilia Amitola)
声 - Cherami Leigh Kuhn / 伊瀬茉莉也
メナジェリーのホワイトファング要員でブレイクとは旧知の仲。カメレオンのファウナスで肌の色を自在に変化させることができ、擬態化できることを利用して主に斥候などの活動をする。ベラドンナ邸の監視の任務に就いていた所をブレイクとサンに発見され、サンに一撃を与えて気絶させるものの自身のスクロールを奪われ、ブレイクにメナジェリーに戻ってくるべきではなかったと言い残し去っていった。武器は螺旋状で伸縮自在な鞭で、対象に突き刺して電撃を与えることもできる。
元々はマントル出身で、人間と偽ってアトラスの学校に通っていた。だが両親がダスト鉱山の落盤事故で死亡し、そのショックで体の色が変わってしまったことで正体がバレてしまい、周囲から恐怖の目で見られたため口封じを行い、ホワイト・ファングに合流した。
ユーマ (Yuma)
声 - Nick Landis
コウモリのファウナスの男性で、イリアの部下。武器やダストの補助なしで空を飛ぶことができ、急降下からの不意討ちを得意とする。
トリファ (Trifa)
声 - Emily Fajardo
クモのファウナスの女性で、イリアの部下。手のひらから糸を噴射することができる。武器は両刃のナイフ。
シエナ・カーン (Sienna Khan)
声 - モニカ・ライアル / 木下紗華
ホワイトファングの現リーダーの虎のファウナスの女性。強硬派で、創設者で穏健派のギラと対立していたが、派閥闘争に勝ち次期リーダーとなり、ホワイトファングを過激派へ路線変更させた人物。だが本人はあくまで人間とファウナスの平等を望んでおり、武力行使は畏怖の感情による尊重を得るための手段だと考えている。そのため、「人間よりも優れた種族であるファウナスがレムナントの支配者に相応しい」と考えるアダムと対立し、殺害された。

#### セイラムとその配下
セイラム (Salem)
声 - Jen Taylor / 井上喜久子
Volume 3終盤に登場した異形の女性。シンダーに力を授け、指示を与えていた全ての黒幕であり、このシリーズの語り手でもある。オズピンに対する深い憎しみを持ち、彼と敵対している様子。オズピンがシンダーの手により死亡したという報を聞くも、オズピンが所有していたレリックの行方が知れず、現在捜索中。レイヴン曰く、オズピン同様に永い時を生きてきた存在で、グリムを生み出すことのできる「グリムの母なる存在」とのこと。
Volume 6では、遂にその出生が明かされた。かつて傲慢な王の娘であったが、秀でた魔力を持っていたため軟禁生活を強いられていた。16歳のころ、戦士オズマの手で解放され、二人は相思相愛の中となる。しかし、オズマは病気で亡くなり、彼女はレムナントを創造した光の神にオズマを蘇らせるよう嘆願したが拒否され、それならと闇の神を騙して蘇らせたが、発覚してオズマは再び魂の世界へ戻され、輪廻転生 の理に逆らった罪により、不老不死にされてしまう。恨んだセイラムは権力者たちを唆し、神に戦いを挑むが、自分以外の人類を消滅させられた。再び孤独になったセイラムは闇の力なら自身を滅ぼしてくれるとグリムを生み出す沼に身を投げるも、死ねない上に闇の力を使えるようになり、今の姿に変貌した。
神がレムナントを去り、人類が再びレムナントに現れてからは、今度は自分が神となって人類を導くことを決意し、やがて転生したオズマと再会、彼と二人で神になろうと人類を導き大国を築き、4人の娘をもうけたが、オズマが実は光の神からの依頼でレリックを用いて裁決しようとしていることを知り決裂、激しい戦いの末にオズマを討ち倒し、以後はレリックで神を召喚し、逆に神を討ち果たすべくレリックの捜索を開始する。
配下についてはVolume 6:4話にて明言しているとおり、配下個人の目的や欲望はセイラム自身の目的に帰結することを条件に尊重し認めているため、Volume 5でそれに逸脱した挙句任務に失敗したうえルビーへの復讐のため帰還しないシンダーを今後は裏切り者として処理することを伝えている。
名前の由来はセイラム魔女裁判から。
アーサー・ワッツ (Arthur Watts)
声 - Christopher Sabat / 大川透
セイラムの配下の一人であり、彼女からは「ドクター（Doctor）」と呼ばれている。セイラムの命によりシンダーの代役としてミストラルのヘイヴン・アカデミー校長ライオンハートとの交渉の任に就く。
一見すると口髭を蓄えた紳士然とした外見もあって物腰の柔らかな人物に見えるが、その実「失敗」を何よりも嫌い、Volume 4にて重症を負ったシンダーに対して辛辣な言葉を投げつけるなど、かなり慇懃無礼な人物。
ヘイゼル・レイナート (Hazel Rainart)
声 - William Orendorff / 大塚明夫
セイラムの配下の一人。ホワイトファングとの交渉の任に就いている。
ワッツとは対称的に強面な外見ながら、オスカーを助けてみせたり、アダムのやり方に苦言を呈したりと、セイラムの配下の中では比較的穏健な人物だが、オズピンに対し個人的な因縁をもち(詳細後述)、オスカーが新たなオズピンであるとライオンハートより知らされ激昂する（Volume 5:12話）。
オーラのセンブランスとして痛覚を遮断することができ、これを利用して結晶状のダストを両腕に直接融合させることで、そのダストの力を使うことができる。
ティリアン・キャロウズ (Tyrian Callows)
声 - Josh Grelle / 塩屋翼
セイラムの配下の一人。存在が希少な昆虫種(サソリ)のファウナスで、サソリの尾を腰から生やしており、普段はベルトのように腰に巻いている。セイラムを女神と敬う。細身で筋肉質、手足が長く胸部と腹部に大きな傷跡がある。ハイテンションかつエキセントリックな戦闘狂で春の女神を狩る任務に就いていたが、セイラムの命によりルビーの捜索および捕獲の任へと変更した。最初の戦闘になった際にジョーンに内包する膨大なオーラに気付き、ジョーンにも興味を持つようになる。
俊敏な身体能力に加え、手足の長さを活かした、カポエイラに似た格闘術を用い、オーラを乗せながら攻撃することにより威力を上げ、ノーラの渾身の一撃すら受け止めれる程の強靭なサソリの尾も活用してトリッキーな攻撃をする。武器はハサミ型の刃物と二連装マシンガンが装備されている手甲で、両腕に装着する。また、尻尾の先に遅行性の毒を持つ。
廃墟の街・オニユリでチームRNJRと最初の交戦となりルビーたちを翻弄、駆けつけたクロウとも対等に闘い、油断した所へ毒を打ち込んだが、ルビーに尻尾を斬られ撤退。その後、セイラムに任務に失敗したことと、クロウに毒を打ち込んだ旨を伝えるも、彼女に失望されたことで自暴自棄となり、直後に襲いかかってきたグリムにやり場のない怒りをぶつける。
しかしVolume 5にて、セイラムが斬られた尻尾のかわりの調達をワッツに依頼しており、見捨てられてはいない。
シンダーについては快く思っていない態度を登場時から見せており、Volume 6:4話でセイラムがシンダーを裏切り者としたことを喜ぶ。

### シュニー・ダスト・カンパニー
ワイスの実家である世界最大手のダスト企業。
ジャック・シュニー (Jacques Schnee)
声 - ジェーソン・ダグラス / 志賀麻登佳
Volume 3:12話から登場したワイスの父親で、シュニー・ダスト・カンパニーの現社長。ニコラス・シュニーの娘と結婚した入婿で、旧姓ジュレー。会社と国のために身を捧げて社会に貢献していると使命感を持って経営しているが、他企業の買収やダスト関係でいざこざを起こすなど、その強引な経営手腕に周囲から問題視されることも。
ワイスとの関係はあまり良くなく、自分との会話に応じようとしないワイスと無理やり会話しようと、彼女のクレジットカードを停止してしまったこともある。同様の出来事はウィンターの軍への入隊時にもあったらしい。しかしVolume 3:12話でのビーコン・アカデミー陥落の際にワイスの身を案じ、自ら彼女を連れ戻しに赴くなど家族思いの一面もある。
ビーコンアカデミー陥落後はアトラス軍からダストの輸出を一時的に禁止され、混乱している人々を安心させようと慈善コンサートを開催することを決意、ワイスに歌姫になってもらうよう提案する。しかしコンサート後のパーティーで、客の失言がきっかけでワイスが激高したことでパーティーを通じてのロビー活動が困難になり、シュニーの名に泥を塗ったとワイスを叱咤、さらにワイスに家督を継がせるのは困難だと判断し継承権をウィットリーに譲らせ、ワイスには頭を冷やすようにと邸宅へ軟禁した。
ウィットリー・シュニー (Whitley Schnee)
声 - Howard Wang / 井上麻里奈
ワイスの弟でシュニー家長男。態度は余所余所しいが、機嫌の悪い父と話さなくてはならないワイスを案じるなど、彼なりにワイスのことを慕っている。長姉のウィンターに対しては苦手意識を抱いているが、彼女の強い意志は否定できないとある程度は認めるそぶりを見せている。
内心シュニー・ダスト・カンパニーを継ぎたいと野心を抱いており、継承権のあるワイスを失脚させようと画策、結果として後継者となり、剥奪されたワイスに対し頭を冷やせと叱咤した。
クライン・ジーベン (Klein Sieben)
声 - J.Mishael Tatum / 魚建
シュニー家執事。ワイス達三姉弟が物心付いたころよりシュニー家に仕え、時にはワイスの相談に乗ることも。瞳が七色に変化し、その度に口調が変わる。
モチーフは『白雪姫』の七人の小人。
ニコラス・シュニー (Nicholas Schnee)
ワイスの祖父であり、シュニー・ダスト・カンパニーの創設者。
大戦後のマントルの生まれで元兵士のダスト鉱夫の父親を持つ。大戦終了後のマントルの産業革命とそれに伴うダストの枯渇に危機感を持ち、昼は戦闘訓練校で訓練し、夜は父親と共にマントルの痩せ枯れたダスト鉱山で働きつつ、猛勉強して知識と技能を身につけ、父親の死後相続した遺産を元手に雇えるだけの人員と共に新たなダスト鉱山を開拓し、シュニー・ダスト・カンパニーを創設した。
シュニー・ダスト・カンパニーのダストは高品質かつ低価格で高い評価を受け、危険を顧みず自ら率先して活動したことを人々が評価したことでシュニー・ダスト・カンパニーはレムナント全体に事業を展開していくことになった。
その後家庭を持ったことや、数年間のダスト鉱山での活動の悪影響により体に限界を感じたことにより、婿養子のジャックに社長の座を引き継がせ自身は事業から引退した。

### 四人の女神
レイヴン・ブランウェン (Raven Branwen)
声 - Anna Hullum / 林原めぐみ
Volume 2の終盤やVolume 3のオープニングに登場したヤンの母親。Volume 2にて初登場した際は顔全体を覆い隠す白い仮面と赤い着物、ワイスの武器と似た機構を持つ黒い得物（刀身はダストの色に対応しているような描写がある）を持ち、オーラのセンブランスとして特定の人物に通じるワームホールを生み出すことができる。また、オズピンにより「四人の女神」助けになるよう、クロウ同様に鳥に変身する魔法を与えられている。
ヤンを出産した直後にタイヤンの元を去り、以来消息不明となっていたが、ニオとの戦闘中に気を失ったヤンを見つけ、追い打ちをかけようとしてきたニオを一蹴する。その場を離れる時、ヤンに後ろ姿を目撃された。その後、最終話のラストシーンで再び登場し、ヤンと対面している。Volume 3のオープニング映像では、サマー、クロウ、タイヤンと共に写真に写っている。
クロウとは双子の姉であり、Volume 4:4話で数年ぶりに再会を果たすも、クロウからは「娘が右腕を失ったのにガン無視している母親」と毒突かれるなどあまり良い目で見られていない。しかし、センブランスのワームホールの対象になっていることや、Volume 5:6話で時折鳥に変身して観察していたと明かすなど、タイヤンとヤンに対しては多少の慕情がある模様。
Volume 4:4話にてクロウとの会話より、現在は自分とクロウの出身であるミストラルに悪名を轟かす盗賊家業を生業とする部族の族長となっており、シオンを襲った張本人であることが明かされた。また、Volume 5:6話にて、アカデミーに入学したのも盗賊家業を脅かすハンターを殺害する術を学ぶためだとヤンに明かし、セイラムとは敵対しているが娘のヤンはもちろんクロウ達とも場合によっては敵対することを示唆、オズピンも自分とクロウに重責を背負わせたとして信用してなく、そしてVolume 5:1話にてクロウとライオンハートとの会話で現在の「春の女神」が手下に加わっていることが語られている。
Volume 5:9話にてワッツとシンダー達に「春の女神」引渡しを要求され、目的がレリック奪取を理由に引渡し自体は拒否するがクロウ抹殺に協力するならレリック奪取までの同盟を結んでもいいと条件を提示しシンダーがそれを飲んだことで彼女達と結託する。
しかし実は「本当の春の女神」を保護したものの、とても闘える素質を持っておらず、セイラムに力を奪われるくらいならと苦渋の決断で彼女を殺害し力を継承した現在の「春の女神」であり、後にレリックを巡ってシンダーと闘い勝利し、レリックを手に入れるも、娘のヤンから自身も本当は宿命から逃げたかったことを看破され、代わりに宿命を引き継ぐと諭されヤンにレリックを託し、謝罪した後に行方をくらませた。
ヴァーナル (Vernal)
声 - アンバー・リー・コナーズ / 村中知
童話「四人の女神」の4姉妹が授かった偉大なる力のひとつを現代に受け継ぐ、当代の「春の女神（Spring Maiden）」。10年以上前に力を継承したが、当時幼かった彼女は次第に重責に耐えきれなくなり失踪、行方不明になっていた。だが、レイヴン率いる盗賊団の一員になっていたことが判明した。落雷や強風などの魔法を操って攻撃する。
しかし実は本当の「春の女神」ではなく、本物は元々戦闘に向かない臆病な性格であり、宿命に耐えられずセイラムの影に怯えていたため、力を奪われるくらいならと苦渋の判断でレイヴンに力を奪われ殺害されており、年齢とセンブランスが似ていると影武者に選ばれた。後にシンダーに襲われ致命傷を負い、レイヴンとシンダーの闘いで最後の力を振り絞りシンダーに一瞬の隙を与えてレイヴンの勝利に貢献し、満足して息を引き取った。
アンバー (Amber)
声 - ローラ・ベイリー / 川澄綾子
童話「四人の女神」の4姉妹が授かった偉大なる力のひとつを現代に受け継ぐ、当代の「秋の女神（Fall Maiden）」。Volume 3:7話で世界各地を放浪中、シンダー達の策に嵌り、クロウに救出されたが「秋の女神」の力の半分を奪取され仮死状態となり、ビーコンアカデミー地下の生命維持装置の中で生き永らえていた。後のビーコンアカデミー来襲の際にオズピンの判断により残りの力をピュラに移植することとなったが、作業中にシンダーの奇襲により胸に矢を受け、残りの力を奪われ息を引き取った。
フリア (Fria)
声 - 不明 / 山口協佳
童話「四人の女神」の4姉妹が授かった偉大なる力のひとつを現代に受け継ぐ、当代の「冬の女神（Winter Maiden）」。アトラスに長年保護されていた。高齢で死期が迫る中でも女神としての義務を果たそうとしており、ペニーに自身の力を継がせて亡くなった。

### その他の人物
ダストショップの店主
Volume 1:1話にてトーチウィックに店を襲われ、たまたま店内に居合わせていたルビーに助けられた初老の店主。Volume 2:1話にてヴェイル市街に店を開く準備をしていたところをエメラルドより「Tukson's Book Trade」の場所を尋ねられ教えた。Volume 3:1話ではヴァイタル・フェスティバルで麺料理の屋台を出していた。
RWBY CHIBIではさまざまな店の店主役等で登場しており、出番が増えている。
タクソン (Tukson)
声 - Adam Ellis / 三宅健太
ヴェイル市街で書店「Tukson's Book Trade」を営むファウヌスの男性。
ホワイト・ファングの元構成員で、組織から離反してヴァキュオへの逃亡を目指していたが、居場所を察知して訪れたマーキュリーとエメラルドによって始末されてしまった。戦闘時には手の爪を伸ばして攻撃しており、マーキュリーとエメラルドからはピューマの獣人だったのではと推察されている。
サマー・ローズ (Summer Rose)
ルビーの母親（故人）。白いフード付きマントを着用し、ルビーによく似た姿をしており、銀色の瞳を持つ。
ヤン曰く「能力のあるハンター」だったといい、かつてはクロウらとチームで戦っていた。サマーの死後、ルビーは姉のヤンと叔父のクロウの元に引き取られて育った。
場所は不明ながら墓標が崖の近くに立っており、『Red』トレイラーやEpisode 1のオープニング、Episode 3:1話では墓標のもとを訪れたルビーの姿が描かれている。
Volume 9終盤では過去のシーンとして顔出しで登場。
ツヴァイ (Zwei)
Volume 2:8話から登場したルビーとヤンの飼い犬。タイヤンと共に島で暮らしていたが、諸般の事情で大量のドッグフードと共にルビーらの元に送られてくる。戦闘要員としても優秀であり、オーラをまとった強烈な体当たりを繰り出すことが出来る。ビーコン・アカデミー陥落後は、再びタイヤンと共に島で暮らしている。
モチーフは『カウボーイビバップ』のアイン。
RWBY CHIBIでは出番が増えている。ブレイクの天敵。
ギラ・ベラドンナ (Ghira Belladonna)
声 - Kent Williams / 木村雅史
Volume 4:5話より登場するブレイクの父親で、ファウナスの巨漢。メナジェリーの統治者で周囲から慕われ、中心地に邸宅を構えている。一人娘のブレイクを大層可愛がり、数年前に意見の相違から出奔した際も激しく動揺し、その後もブレイクがビーコン・アカデミーにいたことを知っていたらしく、アカデミー陥落の際にも動揺した。数年ぶりの娘の帰郷に寛大に迎え入れた。同伴したサンに対しては娘にまとわりつく男で嫌いだと断言しているが、Volume 5では息の合うことに困惑している。
ホワイトファングの創設者でもあり、リーダーの座を退いた現在でもメナジェリー支部のホワイトファングからの相談に乗ることがあるが、それまでホワイトファングの情報があまり入っていなかった模様で、ブレイクとサンの口から現在のホワイトファングの暴挙と現状をはじめて聞き、多少なりとも驚愕した。
ブレイクがイリアより奪ったスクロールからホワイトファングの暴挙と現状が事実であること、さらにアダムがヘイヴン・アカデミー襲撃を計画していることを確認し、ブレイクと共にホワイトファングを取り戻すべく立ち上がることを決意したがメナジェリー支部のホワイトファングの非協力さに苛立つ。
カーリー・ベラドンナ (Kali Belladonna)
声 -Tara Platt / 豊口めぐみ
Volume 4:5話より登場するブレイクの母親。猫のファウナスでおっとりとした性格。出奔したブレイクとの再会を喜ぶ。またギラとは違い、同伴したサンをブレイクの彼氏と思い気に入っている。ギラ同様元ホワイトファング要員で、サンにホワイトファングのことを色々と教えた。
オスカー・パイン (Oscar Pine)
声 - Aaron Dismuke / 釘宮理恵
Volume 4:1話から登場した、レムナントのどこかで叔母の農場で住み込みで働いている農夫の青年。ある日「誰か」に見られているのを感じ、Volume 4:4話で、倉庫内の鏡越しにオズピン教授からの挨拶を受け驚愕した。オズピンが転移魔法で元の肉体を捨てた後、最もオーラの波長が近いとのことでオズピンと魂とオーラが一体化してしまい、記憶もお互いで共有されている状態になってしまった模様（Volume 5:11話のライオンハートの言葉によるといずれは完全にひとつに統合される）。オズピンの言葉に導かれて農場を旅立ちヘイヴン・アカデミーを目指して旅立った。ミストラル行きの電車のチケット購入にてトラブルに遭うがその際偶然通りかかったヘイゼルに助けられる。ヘイヴン・アカデミー到着後Volume 4:12話とVolume 5:1話にてクロウと出会い、クロウがオズピンより預かっていた杖を返すよう伝えることで自身が現在のオズピンであることを知らせ、RNJRとも合流した。
名前のモチーフは「オズ　はじまりの戦い」のオスカー。
リー・レン (Li Ren)
声 - Kaiji Tang / 上田燿司
レンの父親（故人）。クロユリで家族と共に暮らしていたが、ある夜に強力なグリムの襲撃を受け、息子が逃げるための時間稼ぎとしてグリムに単身立ち向かい死亡。武器は弓矢と短剣で、その内短剣はレンに託され彼の形見となっている。
アン・レン (An Ren)
声 - Dawn M. Bennett / 田中杏沙
レンの母親（故人）。寝ていた所を急に起こされ事態を飲み込めていなかったレンを宥めていた際にグリムに殺された。
グレッチェン・レイナート (Gretchen Rainart)
ヘイゼルの妹（故人）。ハンターになるため、兄の反対を押し切ってビーコン・アカデミーに入学したが、訓練中に不慮の事故で死亡した。ヘイゼルは彼女の死をオズピンの責任だと考え、彼を恨むようになった。名前のみ登場する。
マリーア・カラヴェラ (Maria Calavera)
声 - Melissa Sternenberg / 田中真弓
Volume6:5話にて、アーガス行きの列車でルビー達と出会った老婆。義眼であり、モノクロに視える。
実は彼女こそ「グリム・リーパー」と呼ばれた伝説のハンターであり、かつて幾多のグリムを退治し、クロウがハンターを目指すきっかけとなった人物だが、セイラムの手の者により両眼の光を失い、表の世界から姿を消した経緯を持つ。武器は2本1組の鎌「ライフ・アンド・デス（Life and Death）」でクロウのハービンジャーやルビーのクレセント・ローズの元となっているが、現在は片方しか所持してない。センブランスは全てのことを他の人々より感じ取ることができる「予見反射（感知特化）」。また、かつては「銀の眼の戦士」であったが、失明したために現在はその力は使えない。
後にルビー達に自身の正体を知られてからはルビーに銀の眼の力を制御する方法を教授するため、またアトラスに義眼のメンテナンスに行くこともあり旅に同行する。
サフロン・コッタ・アーク (Saphon Cotta Arc)
声 - Lindsay Sheppard
Volume6:7話にて、アーガスの街で生活しているジョーンの姉達の内の一人で、小さいころから彼を溺愛し、女装などをさせていた。同じ女性で通信塔技師のテラと同性婚しており(サフロンが夫)、彼女との間に男児・エイドリアンがいる（サラの前夫との子供なのか、遺伝子操作などによる体外受精なのかは不明）。ルビー達がアトラスへ渡るための手段を考えている間、宿泊施設として家を提供する。
テラ・コッタ・アーク (Terra Cotta Arc)
声 - Jamie Smith
サフロンの妻でCCT技術者。
エイドリアン・コッタ・アーク (Adrian Cotta Arc)
声 - Lucella Wren Clary
サフロンとテラの息子。
リル・ミス・マラカイト (Lil' Miss Malachite)
声 - Luci Christian
ジン (Jinn)
声 - コリーン・クリンケンビアード　/ たかはし智秋
知識のレリックの魔神。レリックを持って名を唱えることで召喚でき、100年ごとに3つの問いかけに答えてくれる。

## 舞台・用語
レムナント (Remnant)
作中の世界の名称。複雑な変形武器やロボットなどの高度に発達した科学技術と、ダストやオーラに由来する魔法技術が同居した世界。ヴェイル、ミストラル、ヴァキュオ、アトラスの4王国に分かれている。
普通の人間のほか、動物の特徴を備えた獣人「ファウナス」がいる。はるか昔から魂を持たない怪物「グリム」によって人々の生活は脅かされ続けてきたが、現在はグリムを討伐する「ハンター」によって比較的平和な暮らしが保たれている。
また、夜空には砕けていく月が浮かんでいるが、後に兄弟神がレムナントを離れて別天体へ旅立つ際に、自分たちを倒そうとした旧人類を滅すべく月を砕き、その破片を隕石として惑星全土に降り注いだことが明らかになった。
ヴェイル（Vale）
物語の主な舞台となる王国、またはその首都。レムナントで最も大きい大陸であるサナス（Sanus）大陸の北東部に存在する。国章は交差した2本の斧、通貨はリエン（Lien）。ビーコン・アカデミーはヴェイル市街の東側に位置し、市街西側は海に面している。その海の向こうにはルビーとヤンの故郷である島・パッチ（Patch）があり、シグナル・アカデミー（Signal Academy）が存在する。その他の作中で登場した地域は以下の通り。
エメラルド・フォレスト (Emerald Forest)
ビーコン・アカデミー新入生に課せられる実力試験が行われた森。緑が豊かで起伏に富んだ地形であり、北端にはストーンヘンジのような遺跡が存在し、また多数のグリムが生息している。
フォーエバー・フォール (Forever Fall)
市街の北側やや東寄りに広がる紅葉の美しい丘陵地帯。立ち並ぶ木々からは甘味のある樹液を採取できる。敷地内には鉄道が通っており、シュニー・ダスト・カンパニーのダスト輸送列車が運行している。グリンダとRWBY、JNPR、CRDLの3チームが校外実習で訪れた。
マウンテン・グレン (Mountain Glenn)
市街のはるか南東に位置する、緑深く多くの洞窟が点在する丘陵地帯。ヴェイルの領土拡大策として計画都市が築かれたが、グリムの流入によって現在は広大な廃墟と化している。かつては1,000人以上の労働者が生活し、市街地に直通する地下鉄が通っていたが、それもすべて封鎖された。もはや人も通わぬ地のはずだが、最近になって人の感情に引き寄せられるはずのグリムの目撃例が急増している。
アトラス (Atlas)
レムナント北端のソリタス（Solitas）大陸に存在する王国で、4王国の中では最も新しい。国章は地殻を貫く槍。政府・アカデミー・軍が一体化しており、アカデミーの卒業生も基本的に軍の特殊部隊に所属することを強く推奨されている。高度な技術を有しており、CCTシステムを開発し、軍隊の大部分がアンドロイドで構成されていることからもそれがうかがえる。また、シュニー・ダスト・カンパニー本社の所在地でもある。
かつてはその地域にマントル（Mantle）という王国が存在した。ソリタスの極寒の環境はグリムに対する防御には有効であったが、人類にとっても苛酷な環境だったためソリタスの開拓者たちは生き延びるために試行錯誤を重ね、その結果いち早くダストの運用を含む科学技術を発展させていった。80年前の戦争がそれに追い討ちをかけ、武器の力やダストの新しい応用法によってマントルの領土はさらに拡大、ダストの採掘・研究用の土地も増加していった。特に王国の戦闘訓練校アルシウス（Alsius）近隣の地域が研究開発施設の建設に最も都合が良く、アルシウスは戦争終結後アトラス・アカデミー（Atlas Academy）として再編成され、「市民への恩返し」としてマントルは戦時中に利用されたダスト技術を利用してアカデミーを増強していった。アトラス・アカデミーの領域は急速に拡大し、軍の施設や研究所、果ては住宅地までが建設された。結果としてアトラス・アカデミーの周辺地域はマントルの首都を凌ぐ大都市となり、首都機能が移転したことで王国としてのアトラスが誕生した。そのアトラスの繁栄は「我が世の春」と称されているが、一方でマントルに残された者たちにとっては「一番厳しい冬」であると言われている。
作中で登場したロボット兵器は以下の通り。
Atlesian Knight-130 / AK-130（アトラシアン・ナイト130）
『Black』トレイラーで初登場した戦闘用アンドロイド。レムナントに広く普及したモデル。武装はガトリングガンと両腕部に内蔵された近接戦用ブレード。起動時にフェイスカバーで頭部が保護されるギミックがある。
Atlesian Knight-200 / AK-200（アトラシアン・ナイト200）
AK-130の後継モデルとして発表された新型アンドロイド。AK-130と比較して「より賢く、動作が滑らかで、フレンドリーである」と喧伝されている。武装はライフル。
Atlesian Paladin-290 / AP-290（アトラシアン・パラディン290）
アンドロイドだけでは対処できない状況を想定し、アトラスとシュニー・ダスト・カンパニーの共同で開発された搭乗型のロボットスーツ。武装は腕部の銃火器や肩部ミサイルランチャーのほか、展開式のマニピュレーターを備え近接戦にも対応できる。Vol.2では試作段階の機体がホワイト・ファングによって盗み出され彼らの戦力として利用された。Vol.3ではアトラス軍の制式採用機として白い塗装の機体や、装甲形状の異なる新型が登場。
ヴァキュオ (Vacuo)
サンの生まれ故郷の王国で、サナス大陸の西部に存在する。国章は3本の剣。国民は過酷な自然災害にも耐えられるほど屈強で、他国の国民に比べると上品さに欠けていると言われているが、その一方で他者と互いに尊敬し合える心を持っており、「ここ（ヴァキュオ）で生き延びることができたら、ここの仲間だ」という暗黙のルールがある。また国民たちは皆ラフな服装を好む正装とは縁遠い国柄であるためか、そこに存在するシェイド・アカデミー（Shade Academy）には制服が存在しない。
領内には荒涼とした荒地が広がっているが、かつて人間が荒廃させる前は楽園だったと言われている。広大な砂漠の中央部には密林などの天然資源が豊富で、地理的な守りも堅く、世界一のダスト埋蔵量を誇るオアシスがあった。砂漠を越えてきた遊牧民たちはオアシス周辺に定住し、そこで古代のヴァキュオは繁栄していた。
しかし豊かな環境のために、他の王国が生存のために文化を発達させていく中で出遅れ、やがてヴァキュオの豊富な天然資源に目を付けた他国の侵略を受け、それを止めることができなかった。長きに渡る戦争と乱開発、そして環境破壊によって豊かな環境は荒廃し、国民たちは乏しい資源やグリムの襲撃などの理由で頻繁に移住しながらキャンプ生活を行っていた。80年前の戦争終結後にようやく正式な政府が発足したものの、国民たちはその統治を支持せず、王国のハンター養成学校であるシェイド・アカデミーを設立しその指示に従ったという。
ミストラル (Mistral)
レムナントを構成する4王国のひとつで、サナス大陸の東側にあるレムナントで2番目に大きい大陸のアニマ（Anima）大陸に存在する。国章は盾。領土は4王国の中で最も広く、その分生態系や生活様式にも幅広い多様性が見られる。ヘイヴン・アカデミー（Haven Academy）の所在地。かつてピュラがこの王国のトーナメントで4年連続優勝という新記録を打ち出したということが語られている。
国民にはあらゆるものに価値を見出す気質があり、上流階級はファッションや建築、演劇といった文化への貢献で世界的に有名である。一方で下層階級には世界最大のブラックマーケットが存在し、金さえあればあらゆる物が手に入り、殺し屋に殺人を依頼することも出来る。当然王国の評議会も犯罪者に対する警戒は怠ってはいないが、領土が広い分監視にも限界があり、首都から離れたいくつかの地域は犯罪者の隠れ家になっている。またミストラルの国民たちは身分の差に関わらず自然、特に海と空への敬意を持っているが、これはミストラルの文化や技術の発展はその土地の地理や天然資源の存在が強いためである。ミストラルの最初の居住者は風で削られてできた崖で身を守りながら暮らしていたが、その後人口が増加するとともに土地を利用する技術を発展させ領土を拡大していったという。作中で登場した地域は以下の通り。
ウィンドパス (Windpath)
ミストラルの首都から北側にやや離れた地域に存在する都市。地理的に王国の評議会の監視の死角になる場所に存在し、犯罪者たちの隠れ家となっている。
クチナシ (Kuchinashi)
ミストラルの首都から南側にやや離れた地域に存在する都市。同様に、評議会の監視の目が届かない犯罪者たちの隠れ家となっている。
シオン (Shion)
ミストラルに存在する村のひとつだったが、レイヴン率いる盗賊の襲撃、そして引き起こされたパニックに呼応したグリムの襲撃により住民たちはひとり残らず全滅した。
ヒガンバナ (Higanbana)
チームRNJRが旅の途中で宿泊した村。
オニユリ (Oniyuri)
かつてミストラル政府の方針に疑問を抱いた富裕層たちが、新しい王国に発展していくことを夢見て作り上げた街。その富裕層の中にはレンの両親もいたという。だが、たった1匹のグリムの侵入によって街は全滅した。
クロユリ (Kuroyuri)
レンの故郷である廃墟の村。ルビーとジョーンがティリアンの毒を受けたクロウの治療のために薬を探して訪れた。ある晩に1匹のグリムの襲撃により村は壊滅、レンの両親も死亡した。
マツ湖 (Lake Matsu)
アニマに存在する巨大湖。湖上にはグラビティ（重力）ダストの結晶によって浮遊している浮島が多数存在し、またその影響で気流の乱れが激しい。
メナジェリー (Menagerie)
アニマの南側にある小さな大陸で、80年前の戦争終結後、人権が認められたファウナスに人間から贈られた土地だが、その大半が砂漠に覆われ、危険な野生生物も多数生息しているためヴァキュオとは異なり砂漠の活用にも向かないなど、お世辞にも生活に適した場所とは言えない。数少ない安全な土地はファウナスたちの最大限の努力によって、どのファウナスからも歓迎されるような素晴らしい町に生まれ変わったものの、その町を見るたびに自分たちはまだまだ下等市民であると思い知らされると感じる者も多い。
ダスト（Dust）
作中において様々なもののエネルギー源となる物質。かつてグリムを退けるために生み出された人類の英知の結晶である。
地水火風の自然エネルギーを基本としているが、それらが融合し別のエネルギーを発生させるダストも存在する。
これらのエネルギーはオーラによって発動し、火薬のように武器に用いられたり、飛行機などの乗り物やロボットの燃料とされたり、レムナントのあらゆるところで活用されている。しかし、レムナントの大気圏を離れるとダストは力を失ってしまう性質があり、このため未だに作中の人類は宇宙進出を果たしていない。また、どのようにしてダストが発生したかは未だ解明されていない。
宝石のような結晶状のものや粉末状のものがあり、後者は前者を精錬したものだが、くしゃみ程度の衝撃でエネルギーが暴発するため、取扱いには注意が必要である。前者は後者より強力だが、使用者の技量がおよばなければ使いこなすことはできない。
現在では兵器開発技術の進歩により、ダストを利用した弾薬を銃器から撃ち出すだけで、容易にその力を引き出せるようになったが、その一方でダストを衣服に織り込んだり、身体に直接融合させたりすることで力を引き出す旧来の使用法を用いる者も少なくない。
オーラ（Aura）
人類や生物などが有する力、魂の顕現。戦闘における攻撃や防御に利用でき、治癒力を高めることもできる。機器で計測することもでき、オーラの残量を確認しながら戦うことが重要らしい。
人によってセンブランス（Semblance、特性）が異なり、親族間での遺伝もない（ただし偶然同じセンブランスになる可能性はある）が、例外的にシュニー家のセンブランス「魔法陣生成」と「召喚」は一族で遺伝するとされている。また、グリムは魂を持たない怪物であるためオーラを発さない。
グリム（Grimm）
人類誕生以来、長い間ずっと彼らを脅かしている怪物。そのルーツは闇と破壊を司る弟神が自らの破壊願望を分け与えた存在であるとされる。
動物に似た見た目だが、闇のように真っ黒な体と赤い紋様入りの白い仮面が特徴。人間とその創造物を優先的に狙うことと人間の負の感情に引き寄せられるという性質を持つ。魂を持たず、倒されると黒い煙に変化していく描写がある。そのためオーラは使えないが、すべてのグリムが「心」を持たないわけではなく、戦いを生き延び年老いたグリムは知恵を身に付け、より狡猾な殺戮者となる。作中で登場したのは以下の通り。
ベオウルフ (Beowolf)
人狼型のグリム。「アルファ・ベオウルフ」というより強力な個体も存在する。
RWBY CHIBIではシンダーの配下として登場。シーズン2:14話ではメインの話があり、ベオウルフのマイクとマーティーが「ダジャレの金髪」に斃されたラリーの冥福を祈っている。マイクとマーティーはシーズン3にも登場している。
アーサ (Ursa)
熊型のグリム。小型の個体「アーサ・マイナー（Ursa minor）」と大型の個体「アーサ・メジャー（Ursa major）」が存在する。
キング・タイジツ (King Taijitu)
蛇型のグリム。胴の両端に頭を1つずつ持つ双頭が特徴。
デスストーカー (Deathstalker)
サソリ型のグリム。外殻は硬くクレセント・ローズでの至近射撃も通用しない。
ネヴァーモア (Nevermore)
鳥型のグリム。より大型の「ジャイアント・ネヴァーモア（Giant Nevermore）」も登場する。羽根を飛ばしての遠距離攻撃や大きな翼での体当たりを行ってくる。また見た目よりも硬く、生半可な攻撃ではビクともしない。
ボーバタスク (Boarbatusk)
イノシシ型のグリム。体を丸め回転しながら高速で突撃したり、牙で相手に組み付いたりとかなり凶暴。ほぼ全身が硬い殻で覆われているが腹部のみは装甲がない。
ゴライアス (Goliath)
象型のグリム。群れで行動しており、ウーブレック博士によると少なくとも100年以上を生きているとされる。その間に経験則として「人間を襲えばより大勢で反撃される」「人間は非力だが心で補う」などと学習しており、むやみに人間を襲うことはせず、ヴェイル南東部の森林丘陵地帯を徘徊している。
クリープ (Creep)
二足歩行の恐竜型のグリムだが、腕はない。
グリフォン (Griffon)
グリフォン型のグリム。尻尾の先には白く鋭い棘が複数生えている。
ベリンゲル (Beringel)
ゴリラ型のグリム。顔面を含む左上半身が爛れたような形状をしており、強力なパワーと高い耐久性を持つ他、ある程度の知性を持つ。
ガイスト (Geist)
憑依型のグリム。足のない黒いボロ布のような体に一つ目の仮面のような顔を持つ幽霊のような姿をしており、周囲の物体に憑依して体を構成し相手を攻撃する。
RWBY CHIBIにてフロイド（名前はシーズン2:14話）という名前の軽薄なお調子者キャラが登場し、憑依して悪事を働こうとするも散々な目にあわされている。
ペトラ・ガイガス (Petra Gigas)
ガイストが大小様々な岩に憑依することで出現した巨人型グリム。たとえ体の一部を破壊してもすぐさま他の物体で補修してしまうため耐久性が高く、胴体に浮き出たガイスト本体の顔を攻撃しなければ倒せない。
アーマー・ガイガス (Arma Gigas)
ガイストが憑依した巨大な鎧。戦闘用アンドロイドの比ではない戦闘力を持ち、『White』トレーラーでワイスの戦闘訓練の相手として利用された。
シアー (Seer)
セイラムとその配下の使役するクラゲ型のグリム。球形の半透明の胴体から赤く細長い触手が生えた姿をしている。Volume 5:2話にてCCTの機能しなくなった現時点で大陸間の通信手段として使われている。
ナックラヴィー（Nuckelavee）
ナックラヴィーのような姿をしたグリム。骨の露出した巨大な馬の背から地面を引きずるほど長い両腕を持つ人型の上半身が生えた異形の姿をしており、人型の頭部には2本の湾曲した角が生え、背中には過去に受けた矢が数本刺さっている。高速で伸縮する強靭な両腕を武器とし、その場から全く動かずとも周囲の敵を一掃することのできる高い戦闘力を持つ。また人形の頭部から発せられる叫び声からは強い嫌悪感を与えられる。また、殺害した人々の使っていた武器を住処に持ち帰るなど知性を持つことをうかがわせている。クロユリもこのグリムによって壊滅させられた。
ランサー（Lancer）
スズメバチ型のグリム。アニマのマツ湖の浮島を拠点として活動している。腹部の針を銛のように打ち出すことができる。女王蜂に相当する「クイーン・ランサー（Queen Lancer）」もおり、こちらは頭部の両側にある穴から爪状の物体を射出して攻撃する。
名称不明
ドラゴン型のグリム。赤く薄い膜のような翼と首元まで裂けた大きな口が特徴。マウンテン･グレンの岩山の中で眠っていたが、ヴェイルに侵攻したグリムによる破壊と混乱に呼応するかのように目を覚ました。体から滴り落ちる黒い粘液から新たなグリムを生み出すことができる。
シンダーの策によりビーコンアカデミー塔頂部を巣にしようとしたが、「銀の眼の力」を暴走させたルビーにより、活動を停止しているものの消滅しない「凍結状態」となり、塔頂部の通信塔に横たわっている。後にVolume6にてルビーから「ワイバーン」と名付けられる。
名称不明
海竜型のグリム。細長い胴体をした東洋の龍のような姿をしており、普段は海中を泳いで活動しているが、背中に折り畳んでいる羽を展開することで飛行することも可能。口から発射する電撃で攻撃してくるほか、その巨体による体当たり攻撃も行ってくる。
ハンター（Huntsmen/Huntresses）
オーラやダストを用いた高度な戦闘技術を習得し、グリムの討伐をはじめとした人類社会の守護と治安の維持を役割とする職業。原語版では男性名が「ハンツマン」、女性名が「ハントレス」と男性形と女性形が存在するが、日本語訳では総称として「ハンター」が用いられる。
80年前の戦争終結後、軍隊とは異なるグリム討伐に専念する戦士の育成を目的としたアカデミー制度の制定に併せ、職業として確立された。初等の戦士養成学校の卒業生で資質があると見込まれた者は、4王国に1つずつ存在するアカデミーに入学することができる。在学中はチームで活動し、チームワークや他者を思いやる心を学ぶ。各アカデミーの指導方法はそれぞれ異なるが、自分の道を歩むことができるハンターを育てることを目標としている。また国家の思想に囚われず平和を守るために、アカデミーを卒業したハンターたちは特定の王国への忠誠心を持たず、任務や仕事相手を自由に選ぶことができる。
ビーコン・アカデミー（Beacon Academy）
ルビーらが所属しているハンター養成学校。校長はオズピン教授で、彼をはじめハンターらが教鞭を執っている。ワイス曰く「ただ訓練や演習を繰り返すだけの並の養成学校とは違う」とのことであり、戦闘訓練だけでなくグリムの生態やレムナントの歴史などについても学ぶ。
基本的には17歳で入学するが、ルビーのようにその才能を見出されるなどして正式な手続きを経ずに入学する生徒もいる。ファウナスの生徒も入学できるが、アカデミーにおいても彼らを差別する学生がいる。
入学してすぐに行なわれる実力試験によってチーム分けがされ、その4人でその後の学園生活を一緒に過ごすことになる。リーダー決めやチーム名（名前の頭文字を4つ並べる）もその際に決められ、また寮の部屋もその4人ごとに割り当てられ共同生活を送ることになる（男女混成チームなら部屋も男女同室）。敷地内には大きな食堂があるほか、個人的に料理が出来る設備もある。座学用の講義室や戦闘訓練用のホール、図書館、航空機・飛行艦船の発着場といった充実した設備を誇る。
ヴァイタル・フェスティバル  (Vytal Festival)
2年に一度4王国の持ち回りで開催される国際式典。80年前の戦争の終結後、4つの王国間の平和を祝うために作られた。その際に行われるトーナメント戦では、4王国が擁するハンター訓練校の生徒たちがお互いの技量を競い合う。
トーナメントはチーム戦・ダブルス戦・シングルトーナメントの順に行われ、4人全員のチーム戦の勝利チームの代表2名がダブルス戦に進み、ダブルス戦の勝利チームの代表1名が決勝トーナメントのシングル戦に進む。対戦相手はランダムに抽選され、特に決勝トーナメントではハンターの臨機応変な対応を計るために試合直前に対戦相手が抽選される。また、試合中にオーラが20%以下になった選手は判定負けとなる。
アミティ・コロシアム（Amity Colosseum）
ヴァイタル･フェスティバル･トーナメントの会場として建造された空中浮遊コロシアム。4王国の科学技術の粋が集められており、バトルフィールド上にレムナントの様々な場所の環境を再現することができる。後にビーコン・タワーの代わりとなる通信タワー「アミティ・タワー」に転用され、周回軌道上に打ち上げられる。
ファウナス（Faunus）
動物の特徴を有した獣人の呼称。耳や角、尻尾など器官には個人差があるが、共通して高い身体能力と暗視能力を有する。また、彼らもオーラを有する。同じ動物のファウナス同士からは親と同じファウナスが産まれ、人間とファウナスではどちらかが、異なる動物のファウナス同士からはランダムな動物のファウナスが生まれるらしい。
人間とファウナス間の対立の歴史は古く、古代の人間は動物的特徴を持つファウナスを死ぬほど恐れ、人間が個体数で勝るようになるとファウナス側も彼らが自分たちの天敵であると認識するようになり、グリムの脅威による慢性的な安全地帯の不足もあって両者の対立は深まり、ファウナスはアニマ大陸の南にあるメナジェリーという島に隔離されてきた。
転機となったのはサナスのある村がグリムに襲撃された際に人間とファウナスが生存のために団結したことで、この時人間はファウナスが自分たちとそれほどかけ離れた存在ではないことを知り、80年前の戦争の後に各王国が新たな争いを避けるため協調路線を取ったことに伴いファウナスもレムナントの平等な民としての権利を勝ち取った。しかし未だに差別は続いており、デモなどがニュースで取り上げられている。
ホワイトファング（White Fang）
ファウナスの過激派組織。シュニー・ダスト・カンパニーやその関係者に対してたびたび危害を加えており、人的な被害を出すことも厭わない。劇中ではヴェイルで相次ぐダスト強盗における実行部隊として暗躍しており、アトラスが開発した兵器までも導入して人間社会との対立の姿勢を鮮明にしている。
かつて人間とファウヌス間の戦争が終結した際、両者の和平のためにギラ・ベラドンナの下に結成されたが、5年前にリーダーがシエナ・カーンに変わったことを機にテロをも辞さない過激派組織に様変わりしていった。ブレイクは幼少期からこの組織に所属していたが、その方針に疑問を抱き離反した。
メンバーはグリムを模した白い仮面を被っているが、これは人間が自分達にモンスター（≒迫害・排除の対象）になれと要求するのなら、あえてモンスターの顔を借りてシンボルとしよう、という思想に基づいたものである。ただし、メナジェリーのホワイトファングは仮面を着けていない。
CCTシステム (Cross Continental Transmit system)
「大陸間通信システム」と呼ばれる、レムナントにおける通信の要。開発にはアトラスが携わっている。王国の領土外ではグリムの脅威により、メッセンジャーによる情報伝達や通信設備の設置などが難しく、また人工衛星を用いた通信は、前述の通りダストが大気圏外では力を失ってしまう性質により未だに宇宙に進出できていないことから不可能なため、それらに代わる通信手段として発明された。
各王国のCCTタワーを介して大陸間の通信が行われる。王国内のネットワークとこのシステムは繋がっており、スクロールなどの他の端末からでも他の大陸の情報を入手することができる。小規模な中継塔も王国外に建造されているが、これらは絶えずグリムの脅威に晒されている。また4つあるCCTタワーのうちどれか1つでも停止すると、レムナント全体のネットワークが機能しなくなってしまう危険性もある。そしてVolume 3:12話でビーコンアカデミーが陥落したことによりCCTシステムが停止し、世界中の通信網は混乱することとなる。
スクロール (Scroll)
レムナントで普及している多機能型のタブレット端末。大小2つのタイプがあり、ポケットに収まるほどの大きさから小さいタイプはスマートフォンサイズ、大きいタイプはノートサイズにまでそれぞれ展開可能。劇中で確認出来る機能として電話機能やメールの送受信、テキストチャット、カメラ機能、ID認証機能のほか、データのアップロードやダウンロード、オーラの残量計測があり、ハンターにとっての必需品となっている。
『戦争』 (War)
作中の時代から80年前に起こった4つの王国間の戦争。その発端は大衆の感情を抑制することでグリムの襲撃を防げると考えたマントルが芸術および自己表現を弾圧したこととされる。ミストラルはマントルとの友好関係を継続するためそれを受け入れたが、両国のこの動きに不満を持っていたヴェイルとミストラル移民との抗争が引き金となり、戦争が始まった。ヴァキュオは当初中立を保っていたものの、いずれマントルとミストラルが自国へ攻め込む可能性を懸念し、ヴェイルに加勢した。
戦争中の数年間はどの王国も暴力的な闘争に明け暮れ、激しい戦いの中で渦巻く負の感情によりグリムは活性化し、戦士が前線へ出払ったため多くの町や村が防衛の手段を失い、滅んだとされる。やがてマントル・ミストラル連合は戦局打開のためにヴァキュオのダスト鉱山を攻略しようと戦線へ大軍を送ったが、自ら前線に立ったヴェイル国王（オズピン）の奮戦によりマントル・ミストラル両軍は多大な損害を受け、降伏した（レムナントの歴史家たちはこの国王の活躍は誇張だと考えており、雪国出身のマントル兵が砂漠戦に不慣れだったことがヴェイルの勝因であるとしている）。
その後、サナス北端のヴァイタル（Vytal）島で新しい法律やアカデミー制度など、現在のレムナントの社会の基盤となる取り決めがなされ、4王国間の平和を祝ってヴァイタル・フェスティバルが開始された。またこの戦争の反動により、芸術そのものともいうべき存在である『色』を、生まれてくる子供たちの名前に盛り込む文化が生まれ現在にも根付いているなど、今現在のレムナントの文化･社会に大きな影響を与えている。
シュニー・ダスト・カンパニー (The Schnee Dust Company)
アトラスに本社を置く世界最大手のダスト企業。創設者はワイスの祖父ニコラスで、ワイスはここの跡取り娘。大戦終了後のマントルの産業革命とそれに伴うダストの枯渇を危惧したニコラスが、父の死後遺産を利用して開拓したダスト鉱山を前身としており、主産業のダスト産出・流通業のほかに、兵器開発、漫画や雑誌の出版、日用品の販売なども手がけるコングロマリットである。同社の保有するダスト鉱山・「シュニー採石場」からダストを採掘し、精製したものを流通させている。しかし、ワイスの父・ジャックの代になってからは「議論の絶えない労働力の保持」、「怪しげな取引相手を持つ」といった黒い噂も付きまとうようになった。ファウヌスの過激派によるテロの標的にされており、シュニー家親族の命やダストが長年に渡って狙われてきた。
女神の力 (Maiden’s Power)
元々はレムナントで昔から広く親しまれている童話「四人の女神 (The Four Maidens)」に登場するウィンター(Winter)、スプリング（Spring）、サマー（Summer）、フォール（Fall）の4姉妹がある魔法使いから授かったとされており、実在しないものとされてきた。だがオズピンによれば、実はその力も4姉妹も実在したとされており、女神を守護する組織が彼女たちを守るため、その存在をあいまいなものにしたことで、事実は忘れ去られ物語としての『四人の女神』の童話が残ったのだという。さらに、その魔法使いは、オズピン本人である。
その力自体は何千年も前から存在しているが、1人の女神が永遠に力を保持するのではなく、女神が死ぬたびに力は新たな担い手に受け継がれるとされる。それを受け継ぐための条件は「女神が死に際に思い浮かべた若い女性」とされ、もし思い浮かべた者が若い女性でなかった場合は、力がランダムな誰かに飛んでいってしまうとされる。また、女神のオーラを科学的に他者に移植することで擬似的に力を継承させることも可能だが、この方法ではオーラが確実に受け渡される保証もなく、また異なる人間のオーラ、すなわち魂同士を融合させるため力の継承者が元の人格のままでいられるかもわからないなど問題点も多いとされる。さらにシンダーはセイラムから与えられた力を利用したイレギュラーな方法で「秋の女神」であるアンバーから力の半分を奪っている。
Volume 5:1話でのクロウとライオンハートとの会話より四人の女神の力の継承者は後述の4つのレリックを開放することができることが語られる（春は知識、夏は破壊、秋は選択、冬は創造）。また、初代四人の女神は、闇の力を持つセイラムと、光の力を持つオズマとの間に生まれた四姉妹であったことが明らかになった。
銀の眼の戦士 (Silver eyed warriors)
大昔から伝わる伝承の一つで、一般には知られていない。銀の瞳を持つ者は潜在的に特別な力を持つと言われ、Volume 3:12話のクロウによると、国家もハンターも存在しなかった時代、銀の眼を持つ者は戦と共に生きることを運命付けられ、その力はグリムを一瞥するだけで倒したと伝えられており、サマー・ローズもこの力を持っていたとのこと。女神の力の継承者にとっても銀の眼の力は弱点であるとのこと。
Volume 6にて、元々は光の兄神が持つ「生命」の力の一つで、延長に値する「保護」「慈愛」「救済」の力であり、グリムに脅かされる人類を護る力として一部の人間に授けたことが判明、「闇」を照らす力として、グリムをはじめとする「闇」を照らして滅する力だとマリーアは述べている。
召喚術
ワイスの家系であるシュニー家の、血統遺伝により伝わる術で、後述の魔法ではなく、センブランスが遺伝的に伝わるという特異な例。魔法陣を組み、召喚する者をイメージすることにより実体化できるが、使役にかなりの精神集中を要し、「-White- Trailer」でワイスが召喚術を試みようとして、召喚した騎士を暴走させたことがある。
「光」と「闇」の兄弟神　(Deity Brothers)
声 - Chase McCaskill / 小松史法(光の神)、Bruce DuBose / 加瀬康之(闇の神)
レムナントの宗教に伝わる兄弟神。オズピンによると伝説上の存在ではなくかつて実在したとされている。
光を司る兄神は昼間に活動してレムナントを様々な生命で満たし、闇を司る弟神は夜に活動して干ばつや炎、飢饉といったあらゆる方法で兄の創造物を破壊することに執心していた。
しかし「破壊」と「創造」の終わらない争いを永遠に続けることに虚しさを感じた兄神は弟神を諭し、2人で協力して最高傑作を創り出そうと持ちかけた。弟は兄の提案を承諾し、2人で力を合わせて最後の作品である人類を創り出した。
人類には兄神の「創造」の力と弟神の「破壊」の力の両方が与えられ、また自分たちを取り巻く世界を知るための「知識」の力、そして自らの人生を自由に決めることのできる「選択」の力が与えられた。
レリック (Relics)
人類が兄弟神より授けられた4つの「遺物」。「知識」「創造」「破壊」「選択」の4つに分かれており、一つ一つが莫大な力を持ち、4つ揃えると神に匹敵する力を得ると言われている。そして前述の四人の女神の力の継承者だけがその力を開放することができる（春は知識、夏は破壊、秋は選択、冬は創造）。そのため、人類が自滅するのを防ぐ目的で一般にはその存在は隠蔽されている。人類は授けられたレリックを守護するべく、守護する戦士を育てると同時にレリックを護る要塞としてアカデミーを建造した。セイラムは4つのレリックを集めて神になろうと目論んでいる。そのため、その手段として四人の女神の力の継承者を狙っている。
魔法 (Magic)
限られた人間が使う不思議な力で、オーラやダストによる技とは区別される。一般的に魔法の存在を知る者はほとんどおらず、ワイスですら実際に目にするまで「ありえない」と言っていた。現時点で使用可能と名言されているのは四人の女神とレイヴン・クロウ姉弟、そして彼らに力を与えたオズピンのみである。
元々は兄弟神がグリムから身を守るために授けた力であったが、セイラムの煽動を受け、兄弟神を倒すために用いられたため、兄弟神は人間から魔法を剥奪し滅ぼした。そのため新時代の人類は魔法を持っておらず、オズピン（オズマ）から授かる形で使用することができる。

## 楽曲
主題歌・挿入歌は全てJeff Williamsの手によるもの、歌唱はCasey Lee Williams。Caseyの情報はIMDbに詳しい。
2014年12月現在、既にシリーズが完結したVolume 1およびVolume 2で使用された楽曲はサウンドトラックが公式サイトでのCD販売またはmp3デジタルミュージックとしてiTunesなどで発売されている。日本では日本語版の映像ディスク発売と同時期に随時CDが発売。

## スタッフ
- 監督：モンティ・オウム（Volume 1-2）、ケリー・ショウクロス（Volume 3-）
- 脚本：マイルズ・ルナ、モンティ・オウム（Volume 1-2）、ケリー・ショウクロス
- 音楽：ジェフ・ウィリアムズ、アレックス・エイブラハム（Volume 2, 6）
- 共同監督：ケリー・ショウクロス（Volume 1-2）、グレイ・G・ハドック（Volume 2）、マイルズ・ルナ（Volume 2）
- エグゼクティブ・プロデューサー：バーニー・バーンズ、マット・ハラム
- 製作：ルースター・ティース・プロダクション
- ©Rooster Teeth Productions, LLC

### 日本語版制作スタッフ
- 吹替翻訳：瀬尾友子
- 演出：打越領一
- 調整：菊池悟史
- 録音スタジオ：ACスタジオ
- 制作：ACクリエイト
- TV版編集・演出（第1話 - 第8話）→TV版演出（第9話 - 第13話）：東久保栄太
- 編集：兒玉佳恵（第9話 - 第13話）
- オンライン編集：和田玄太郎、喜納直輝
- ＭＡ：日比野倫啓、小倉彩乃
- フォーマット編集制作担当[15]：菅原光宏
- フォーマット編集スタジオ：キュー・テック

### 日本語版製作
- エグゼクティブ・プロデューサー：川村明廣
- プロデュース：山口貴也
- プロデューサー：松田章男
- アシスタント・プロデューサー：住谷萌
- 宣伝プロデューサー：飯田尚史
- 宣伝：塚本祐一朗
- 日本語版製作：ワーナー ブラザース ジャパン

## 各話リスト
| 話数              | サブタイトル                             | 日本語タイトル                   | 脚本                                                 | 演出                                                       |
| Volume 1（第1期） | Volume 1（第1期）                        | Volume 1（第1期）                | Volume 1（第1期）                                    | Volume 1（第1期）                                          |
| ----------------- | ---------------------------------------- | -------------------------------- | ---------------------------------------------------- | ---------------------------------------------------------- |
| 第1話             | "Ruby Rose"                              | 「ルビー・ローズ」               | マイルズ・ルナ ケリー・ショウクロス                  | モンティ・オウム ケリー・ショウクロス                      |
| 第2話             | "The Shining Beacon, Pt.1"               | 「栄光のビーコン」前編           | マイルズ・ルナ ケリー・ショウクロス                  | モンティ・オウム ケリー・ショウクロス                      |
| 第3話             | "The Shining Beacon, Pt.2"               | 「栄光のビーコン」後編           | マイルズ・ルナ ケリー・ショウクロス モンティ・オウム | モンティ・オウム ケリー・ショウクロス                      |
| 第4話             | "The First Step, Pt.1"                   | 「ファーストステップ」前編       | マイルズ・ルナ ケリー・ショウクロス モンティ・オウム | モンティ・オウム ケリー・ショウクロス                      |
| 第5話             | "The First Step, Pt.2"                   | 「ファーストステップ」後編       | マイルズ・ルナ ケリー・ショウクロス モンティ・オウム | モンティ・オウム ケリー・ショウクロス                      |
| 第6話             | "The Emerald Forest, Pt.1"               | 「エメラルドフォレスト」前編     | マイルズ・ルナ ケリー・ショウクロス モンティ・オウム | モンティ・オウム ケリー・ショウクロス                      |
| 第7話             | "The Emerald Forest, Pt.2"               | 「エメラルドフォレスト」後編     | マイルズ・ルナ ケリー・ショウクロス モンティ・オウム | モンティ・オウム ケリー・ショウクロス                      |
| 第8話             | "Players and Pieces"                     | 「戦士と駒」                     | マイルズ・ルナ ケリー・ショウクロス モンティ・オウム | モンティ・オウム ケリー・ショウクロス                      |
| 第9話             | "The Badge and The Burden, Pt.1"         | 「導く者、支える者」前編         | マイルズ・ルナ ケリー・ショウクロス モンティ・オウム | モンティ・オウム ケリー・ショウクロス                      |
| 第10話            | "The Badge and The Burden, Pt.2"         | 「導く者、支える者」後編         | マイルズ・ルナ ケリー・ショウクロス モンティ・オウム | モンティ・オウム ケリー・ショウクロス                      |
| 第11話            | "Jaunedice, Pt.1"                        | 「ジョーン転落」前編             | マイルズ・ルナ ケリー・ショウクロス モンティ・オウム | モンティ・オウム ケリー・ショウクロス                      |
| 第12話            | "Jaunedice, Pt.2"                        | 「ジョーン転落」後編             | マイルズ・ルナ ケリー・ショウクロス モンティ・オウム | モンティ・オウム ケリー・ショウクロス                      |
| 第13話            | "Forever Fall, Pt.1"                     | 「永遠の秋に」前編               | マイルズ・ルナ ケリー・ショウクロス モンティ・オウム | モンティ・オウム ケリー・ショウクロス                      |
| 第14話            | "Forever Fall, Pt.2"                     | 「永遠の秋に」後編               | マイルズ・ルナ ケリー・ショウクロス モンティ・オウム | モンティ・オウム ケリー・ショウクロス                      |
| 第15話            | "The Stray"                              | 「はぐれもの」                   | マイルズ・ルナ ケリー・ショウクロス モンティ・オウム | モンティ・オウム ケリー・ショウクロス                      |
| 第16話            | "Black and White"                        | 「黒と白」                       | マイルズ・ルナ ケリー・ショウクロス モンティ・オウム | モンティ・オウム ケリー・ショウクロス                      |
| Volume 2（第2期） |                                          |                                  |                                                      |                                                            |
| 第1話             | "Best Day Ever"                          | 「最高の一日」                   | マイルズ・ルナ ケリー・ショウクロス モンティ・オウム | モンティ・オウム ケリー・ショウクロス                      |
| 第2話             | "Welcome to Beacon"                      | 「ビーコンへようこそ」           | マイルズ・ルナ ケリー・ショウクロス モンティ・オウム | モンティ・オウム ケリー・ショウクロス                      |
| 第3話             | "A Minor Hiccup"                         | 「小さなしゃっくり」             | マイルズ・ルナ ケリー・ショウクロス モンティ・オウム | モンティ・オウム ケリー・ショウクロス                      |
| 第4話             | "Painting the Town..."                   | 「大騒動」                       | マイルズ・ルナ ケリー・ショウクロス モンティ・オウム | モンティ・オウム ケリー・ショウクロス                      |
| 第5話             | "Extracurricular"                        | 「特別授業」                     | マイルズ・ルナ ケリー・ショウクロス モンティ・オウム | モンティ・オウム ケリー・ショウクロス                      |
| 第6話             | "Burning the Candle"                     | 「無茶振り」                     | マイルズ・ルナ ケリー・ショウクロス モンティ・オウム | モンティ・オウム ケリー・ショウクロス                      |
| 第7話             | "Dance Dance Infiltration"               | 「ダンスパーティと侵入者」       | マイルズ・ルナ ケリー・ショウクロス モンティ・オウム | モンティ・オウム ケリー・ショウクロス                      |
| 第8話             | "Field Trip"                             | 「校外調査」                     | マイルズ・ルナ ケリー・ショウクロス モンティ・オウム | モンティ・オウム ケリー・ショウクロス                      |
| 第9話             | "Search and Destroy"                     | 「討伐作戦」                     | マイルズ・ルナ ケリー・ショウクロス モンティ・オウム | モンティ・オウム ケリー・ショウクロス                      |
| 第10話            | "Mountain Glenn"                         | 「マウンテン・グレン」           | マイルズ・ルナ ケリー・ショウクロス モンティ・オウム | モンティ・オウム ケリー・ショウクロス                      |
| 第11話            | "No Brakes"                              | 「止められない」                 | マイルズ・ルナ ケリー・ショウクロス モンティ・オウム | モンティ・オウム ケリー・ショウクロス                      |
| 第12話            | "Breach"                                 | 「ブリーチ」                     | マイルズ・ルナ ケリー・ショウクロス モンティ・オウム | モンティ・オウム ケリー・ショウクロス                      |
| Volume 3（第3期） |                                          |                                  |                                                      |                                                            |
| 第1話             | "Round One"                              | 「ラウンド・ワン」               | マイルズ・ルナ ケリー・ショウクロス モンティ・オウム | ケリー・ショウクロス マイルズ・ルナ グレイ・ハドック       |
| 第2話             | "New Challengers..."                     | 「新たな挑戦者…」                | マイルズ・ルナ ケリー・ショウクロス モンティ・オウム | ケリー・ショウクロス マイルズ・ルナ グレイ・ハドック       |
| 第3話             | "It's Brawl in the Family"               | 「家族、喧嘩」                   | マイルズ・ルナ ケリー・ショウクロス モンティ・オウム | ケリー・ショウクロス マイルズ・ルナ グレイ・ハドック       |
| 第4話             | "Lessons Learned"                        | 「学んだ教訓」                   | マイルズ・ルナ ケリー・ショウクロス モンティ・オウム | ケリー・ショウクロス マイルズ・ルナ グレイ・ハドック       |
| 第5話             | "Never Miss a Beat"                      | 「ビートにのれ」                 | マイルズ・ルナ ケリー・ショウクロス モンティ・オウム | ケリー・ショウクロス マイルズ・ルナ グレイ・ハドック       |
| 第6話             | "Fall"                                   | 「フォール」                     | マイルズ・ルナ ケリー・ショウクロス モンティ・オウム | ケリー・ショウクロス マイルズ・ルナ グレイ・ハドック       |
| 第7話             | "Beginning of the End"                   | 「終わりの始まり」               | マイルズ・ルナ ケリー・ショウクロス モンティ・オウム | ケリー・ショウクロス マイルズ・ルナ グレイ・ハドック       |
| 第8話             | "Destiny"                                | 「運命」                         | マイルズ・ルナ ケリー・ショウクロス モンティ・オウム | ケリー・ショウクロス マイルズ・ルナ グレイ・ハドック       |
| 第9話             | "PVP"                                    | 「PvP (Pyrrha versus Penny) 」   | マイルズ・ルナ ケリー・ショウクロス モンティ・オウム | ケリー・ショウクロス マイルズ・ルナ グレイ・ハドック       |
| 第10話            | "Battle of Beacon"                       | 「戦場と化すビーコン」           | マイルズ・ルナ ケリー・ショウクロス モンティ・オウム | ケリー・ショウクロス マイルズ・ルナ グレイ・ハドック       |
| 第11話            | "Heroes and Monsters"                    | 「英雄と怪物」                   | マイルズ・ルナ ケリー・ショウクロス モンティ・オウム | ケリー・ショウクロス マイルズ・ルナ グレイ・ハドック       |
| 第12話            | "End of the Beginning"                   | 「序章の終焉」                   | マイルズ・ルナ ケリー・ショウクロス モンティ・オウム | ケリー・ショウクロス マイルズ・ルナ グレイ・ハドック       |
| Volume 4（第4期） |                                          |                                  |                                                      |                                                            |
| 第1話             | "The Next Step"                          | 「ネクストステップ」             | マイルズ・ルナ ケリー・ショウクロス                  | ケリー・ショウクロス マイルズ・ルナ グレイ・ハドック       |
| 第2話             | "Remembrance"                            | 「記憶」                         | マイルズ・ルナ ケリー・ショウクロス                  | ケリー・ショウクロス マイルズ・ルナ グレイ・ハドック       |
| 第3話             | "Of Runways And Stowaways"               | 「航路と密航者」                 | マイルズ・ルナ ケリー・ショウクロス                  | ケリー・ショウクロス マイルズ・ルナ グレイ・ハドック       |
| 第4話             | "Family"                                 | 「家族」                         | マイルズ・ルナ ケリー・ショウクロス                  | ケリー・ショウクロス マイルズ・ルナ グレイ・ハドック       |
| 第5話             | "Menagerie"                              | 「メナジェリー」                 | マイルズ・ルナ ケリー・ショウクロス                  | ケリー・ショウクロス マイルズ・ルナ グレイ・ハドック       |
| 第6話             | "Tipping Point"                          | 「ティッピングポイント」         | マイルズ・ルナ ケリー・ショウクロス                  | ケリー・ショウクロス マイルズ・ルナ グレイ・ハドック       |
| 第7話             | "Punished"                               | 「罰」                           | マイルズ・ルナ ケリー・ショウクロス                  | ケリー・ショウクロス マイルズ・ルナ グレイ・ハドック       |
| 第8話             | "A Much Needed Talk"                     | 「真実の物語」                   | マイルズ・ルナ ケリー・ショウクロス                  | ケリー・ショウクロス マイルズ・ルナ グレイ・ハドック       |
| 第9話             | "Two Steps Forward, Two Steps Back"      | 「二歩前進、二歩後退」           | マイルズ・ルナ ケリー・ショウクロス                  | ケリー・ショウクロス マイルズ・ルナ グレイ・ハドック       |
| 第10話            | "Kuroyuri"                               | 「クロユリ」                     | マイルズ・ルナ ケリー・ショウクロス                  | ケリー・ショウクロス マイルズ・ルナ グレイ・ハドック       |
| 第11話            | "Taking Control"                         | 「受け継いだ支配力」             | マイルズ・ルナ ケリー・ショウクロス                  | ケリー・ショウクロス マイルズ・ルナ グレイ・ハドック       |
| 第12話            | "No Safe Haven"                          | 「安全無きヘイヴン」             | マイルズ・ルナ ケリー・ショウクロス                  | ケリー・ショウクロス マイルズ・ルナ グレイ・ハドック       |
| Volume 5（第5期） |                                          |                                  |                                                      |                                                            |
| 第1話             | "Welcome To Haven"                       | 「ヘイヴンへようこそ」           | マイルズ・ルナ ケリー・ショウクロス                  | ケリー・ショウクロス マイルズ・ルナ グレイ・ハドック       |
| 第2話             | "Dread in the Air"                       | 「漂う恐怖」                     | マイルズ・ルナ ケリー・ショウクロス                  | ケリー・ショウクロス マイルズ・ルナ グレイ・ハドック       |
| 第3話             | "Unforeseen Complications"               | 「想定外のこじれ」               | マイルズ・ルナ ケリー・ショウクロス                  | ケリー・ショウクロス マイルズ・ルナ グレイ・ハドック       |
| 第4話             | "Lighting the Fire"                      | 「点火」                         | マイルズ・ルナ ケリー・ショウクロス                  | ケリー・ショウクロス マイルズ・ルナ グレイ・ハドック       |
| 第5話             | "Necessary Sacrifice"                    | 「必要な犠牲」                   | マイルズ・ルナ ケリー・ショウクロス                  | ケリー・ショウクロス マイルズ・ルナ グレイ・ハドック       |
| 第6話             | "Known by its Song"                      | 「そのさえずりを聞けば」         | マイルズ・ルナ ケリー・ショウクロス                  | ケリー・ショウクロス マイルズ・ルナ グレイ・ハドック       |
| 第7話             | "Rest and Resolutions"                   | 「休息と決意」                   | マイルズ・ルナ ケリー・ショウクロス                  | ケリー・ショウクロス マイルズ・ルナ グレイ・ハドック       |
| 第8話             | "Alone Together"                         | 「二人きりで」                   | マイルズ・ルナ ケリー・ショウクロス                  | ケリー・ショウクロス マイルズ・ルナ グレイ・ハドック       |
| 第9話             | "A Perfect Storm"                        | 「大荒れ」                       | マイルズ・ルナ ケリー・ショウクロス                  | ケリー・ショウクロス マイルズ・ルナ グレイ・ハドック       |
| 第10話            | "True Colors"                            | 「本当の色（じぶん）」           | マイルズ・ルナ ケリー・ショウクロス                  | ケリー・ショウクロス マイルズ・ルナ グレイ・ハドック       |
| 第11話            | "The More the Merrier"                   | 「多ければなお良し」             | マイルズ・ルナ ケリー・ショウクロス                  | ケリー・ショウクロス マイルズ・ルナ グレイ・ハドック       |
| 第12話            | "Vault of the Spring Maiden"             | 「春の女神の間」                 | マイルズ・ルナ ケリー・ショウクロス                  | ケリー・ショウクロス マイルズ・ルナ グレイ・ハドック       |
| 第13話            | "Downfall"                               | 「失墜」                         | マイルズ・ルナ ケリー・ショウクロス                  | ケリー・ショウクロス マイルズ・ルナ グレイ・ハドック       |
| 第14話            | "Haven's Fate"                           | 「ヘイブンの運命」               | マイルズ・ルナ ケリー・ショウクロス                  | ケリー・ショウクロス マイルズ・ルナ グレイ・ハドック       |
| Volume 6（第6期） |                                          |                                  |                                                      |                                                            |
| 第1話             | "Argus Limited"                          | 「アーガス特別急行」             | マイルズ・ルナ ケリー・ショウクロス                  | ケリー・ショウクロス コナー・ピケンズ                      |
| 第2話             | "Uncovered"                              | 「明かされしもの」               | マイルズ・ルナ ケリー・ショウクロス                  | ケリー・ショウクロス コナー・ピケンズ                      |
| 第3話             | "The Lost Fable"                         | 「失われた寓話」                 | マイルズ・ルナ ケリー・ショウクロス                  | ケリー・ショウクロス コナー・ピケンズ                      |
| 第4話             | "So That's How It Is"                    | 「つまりそれが真相だ」           | マイルズ・ルナ ケリー・ショウクロス                  | ケリー・ショウクロス コナー・ピケンズ                      |
| 第5話             | "The Coming Storm"                       | 「来るべき嵐」                   | マイルズ・ルナ ケリー・ショウクロス                  | ケリー・ショウクロス コナー・ピケンズ                      |
| 第6話             | "Alone in the Woods"                     | 「無援の森の中で」               | マイルズ・ルナ ケリー・ショウクロス                  | ケリー・ショウクロス コナー・ピケンズ                      |
| 第7話             | "The Grimm Reaper"                       | 「グリムリーパー」               | マイルズ・ルナ ケリー・ショウクロス                  | ケリー・ショウクロス コナー・ピケンズ                      |
| 第8話             | "Dead End"                               | 「袋小路」                       | マイルズ・ルナ ケリー・ショウクロス                  | ケリー・ショウクロス コナー・ピケンズ                      |
| 第9話             | "Lost"                                   | 「喪失」                         | マイルズ・ルナ ケリー・ショウクロス                  | ケリー・ショウクロス コナー・ピケンズ                      |
| 第10話            | "Stealing from the Elderly"              | 「老兵から盗み出せ」             | マイルズ・ルナ ケリー・ショウクロス                  | ケリー・ショウクロス コナー・ピケンズ                      |
| 第11話            | "The Lady in the Shoe"                   | 「靴の中のレディー」             | マイルズ・ルナ ケリー・ショウクロス                  | ケリー・ショウクロス コナー・ピケンズ                      |
| 第12話            | "Seeing Red"                             | 「赫怒」                         | マイルズ・ルナ ケリー・ショウクロス                  | ケリー・ショウクロス コナー・ピケンズ                      |
| 第13話            | "Our Way"                                | 「私達の道」                     | マイルズ・ルナ ケリー・ショウクロス                  | ケリー・ショウクロス コナー・ピケンズ                      |
| Volume 7（第7期） |                                          |                                  |                                                      |                                                            |
| 第1話             | "The Greatest Kingdom"                   | 「世界一の王国」                 | マイルズ・ルナ ケリー・ショウクロス                  | ケリー・ショウクロス                                       |
| 第2話             | "A New Approach"                         | 「新たな試み」                   | キルシ・ブルクハルト                                 | コナー・ピケンズ                                           |
| 第3話             | "Ace Operatives"                         | 「エース特別部隊」               | マイルズ・ルナ ケリー・ショウクロス                  | ケリー・ショウクロス                                       |
| 第4話             | "Pomp and Circumstance"                  | 「絢爛たる式典」                 | エディ・リバス                                       | パウラ・デカニーニ ダスティン・マシューズ                  |
| 第5話             | "Sparks"                                 | 「火花」                         | エディ・リバス                                       | コナー・ピケンズ                                           |
| 第6話             | "A Night Off"                            | 「一晩の休息」                   | マイルズ・ルナ キルシ・ブルクハルト エディ・リバス   | パウラ・デカニーニ                                         |
| 第7話             | "Worst Case Scenario"                    | 「最悪のシナリオ」               | マイルズ・ルナ キルシ・ブルクハルト エディ・リバス   | コナー・ピケンズ                                           |
| 第8話             | "Cordially Invited"                      | 「心を込めた招待」               | マイルズ・ルナ                                       | ダスティン・マシューズ                                     |
| 第9話             | "As Above, So Below"                     | 「上の如く下も然り」             | キルシ・ブルクハルト エディ・リバス                  | パウラ・デカニーニ                                         |
| 第10話            | "Out in the Open"                        | 「公表」                         | ケリー・ショウクロス キルシ・ブルクハルト            | コナー・ピケンズ ケリー・ショウクロス                      |
| 第11話            | "Gravity"                                | 「重力」                         | マイルズ・ルナ ケリー・ショウクロス                  | パウラ・デカニーニ ケリー・ショウクロス                    |
| 第12話            | "With Friends Like These"                | 「友とこんな風に」               | キルシ・ブルクハルト エディ・リバス                  | コナー・ピケンズ ケリー・ショウクロス                      |
| 第13話            | "The Enemy of Trust"                     | 「信頼に仇なすもの」             | マイルズ・ルナ ケリー・ショウクロス エディ・リバス   | ケリー・ショウクロス                                       |
| Volume 8（第8期） |                                          |                                  |                                                      |                                                            |
| 第1話             | "Divide"                                 | 「分断」                         | キルシ・ブルクハルト ケリー・ショウクロス            | ケリー・ショウクロス                                       |
| 第2話             | "Refuge"                                 | 「避難」                         | マイルズ・ルナ                                       | パウラ・デカニーニ                                         |
| 第3話             | "Strings"                                | 「糸」                           | キルシ・ブルクハルト                                 | ダスティン・マシューズ                                     |
| 第4話             | "Fault"                                  | 「失敗」                         | エディ・リバス                                       | コナー・ピケンズ                                           |
| 第5話             | "Amity"                                  | 「アミティ」                     | マイルズ・ルナ                                       | パウラ・デカニーニ                                         |
| 第6話             | "Midnight"                               | 「真夜中」                       | ケリー・ショウクロス                                 | ケリー・ショウクロス                                       |
| 第7話             | "War"                                    | 「戦争」                         | キルシ・ブルクハルト                                 | コナー・ピケンズ                                           |
| 第8話             | "Dark"                                   | 「暗闇」                         | マイルズ・ルナ                                       | ダスティン・マシューズ                                     |
| 第9話             | "Witch"                                  | 「魔女」                         | エディ・リバス                                       | パウラ・デカニーニ                                         |
| 第10話            | "Ultimatum"                              | 「最後通告」                     | キルシ・ブルクハル マイルズ・ルナ                    | コナー・ピケンズ                                           |
| 第11話            | "Risk"                                   | 「リスク」                       | キルシ・ブルクハルト マイルズ・ルナ エディ・リバス   | パウラ・デカニーニ                                         |
| 第12話            | "Creation"                               | 「創造」                         | エディ・リバス                                       | ダスティン・マシューズ                                     |
| 第13話            | "Worthy"                                 | 「相応しき者」                   | キルシ・ブルクハルト マイルズ・ルナ エディ・リバス   | コナー・ピケンズ                                           |
| 第14話            | "The Final Word"                         | 「最後の言葉」                   | キルシ・ブルクハルト マイルズ・ルナ エディ・リバス   | ケリー・ショウクロス                                       |
| Volume 9（第9期） |                                          |                                  |                                                      |                                                            |
| 第1話             | "A Place of Particular Concern"          | 「特に気になる場所」             | ケリー・ショウクロス                                 | ケリー・ショウクロス                                       |
| 第2話             | "Altercation at the Auspicious Auction"  | 「幸運と口論を呼ぶオークション」 | エディ・リバス                                       | パウラ・デカニーニ                                         |
| 第3話             | "Rude, Red, and Royal"                   | 「横暴なる赤の王族」             | キルシ・ブルクハルト                                 | コナー・ピケンズ ダスティン・マシューズ                    |
| 第4話             | "A Cat Most Curious"                     | 「最も好奇心旺盛な猫」           | マイルズ・ルナ                                       | ダスティン・マシューズ                                     |
| 第5話             | "The Parfait Predicament"                | 「ピンチのパフェ」               | キルシ・ブルクハルト                                 | パウラ・デカニーニ                                         |
| 第6話             | "Confessions Within Cumulonimbus Clouds" | 「入道雲の中での告白」           | エディ・リバス                                       | ケリー・ショウクロス イッサ・バディオラ                    |
| 第7話             | "The Perils of Paper Houses"             | 「紙の町に迫る危機」             | マイルズ・ルナ                                       | ダスティン・マシューズ                                     |
| 第8話             | "Tea Amidst Terrible Trouble"            | 「大難に開かれる茶会」           | キルシ・ブルクハルト マイルズ・ルナ                  | ケリー・ショウクロス パウラ・デカニーニ イッサ・バディオラ |
| 第9話             | "A Tale Involving a Tree"                | 「とある樹にまつわる物語」       | キルシ・ブルクハルト エディ・リバス                  | ダスティン・マシューズ イッサ・バディオラ                  |
| 第10話            | "Of Solitude and Self"                   | 「ひとり己と向き合って」         | キルシ・ブルクハルト エディ・リバス                  | ダスティン・マシューズ イッサ・バディオラ                  |

## 受賞・ノミネート
| 年     | 賞                         | 部門             | 対象                 | 結果       |
| ------ | -------------------------- | ---------------- | -------------------- | ---------- |
| 2014年 | ウェブテレビ国際アカデミー | アニメシリーズ賞 | RWBY                 | 受賞       |
| 2014年 | 第4回ストリーミー賞        | アニメシリーズ賞 | RWBY                 | 受賞       |
| 2014年 | 第4回ストリーミー賞        | 音楽賞           | ジェフ・ウィリアムズ | 受賞       |
| 2015年 | 第5回ストリーミー賞        | アニメシリーズ賞 | RWBY                 | ノミネート |
| 2016年 | 第6回ストリーミー賞        | アニメシリーズ賞 | RWBY                 | ノミネート |
| 2017年 | 第7回ストリーミー賞        | アニメシリーズ賞 | RWBY                 | 受賞       |

## 商品情報
※ 日本語版には初期限定版もあるが、ASINは通常盤のみ記載。

### Blu-ray
※ 劇場公開時には館内限定版も販売。通常流通版は概ね公開終了後より販売。
日本語版
- MONTY OUM『RWBY Volume1』ワーナー・ブラザース ホームエンターテイメント（以下WHE）、2015年12月9日。ASIN B013T2XW2I。
- MONTY OUM『RWBY Volume2』WHE、2016年10月26日。ASIN B01I2Y57SU。
- MONTY OUM『RWBY Volume3』WHE、2016年12月21日。ASIN B01I2Y57OY。
- MONTY OUM『RWBY Volume4』WHE、2017年11月29日。ASIN B073WZ2XFW。
- MONTY OUM『RWBY Volume5』WHE  2021年8月25日。ASIN B0976WNNZN
- MONTY OUM『RWBY Volume6』WHE  2021年9月29日。ASIN B0976XMJDB
- MONTY OUM『RWBY Volume7』WHE  2021年10月27日。ASIN B0976VNM9B
- MONTY OUM『RWBY Volume8』WHE  2021年12月22日。ASIN B09FXY11GX
- MONTY OUM『RWBY Volume9』WHE  2023年10月25日。

2017年9月27日にはVolume1-3のBOXセット版も発売。初回仕様盤の特典映像として、Volume3のピュラの台詞が豊口めぐみの吹き替え版を収録。

### DVD
英語版
- MONTY OUM. Rwby. Rooster Teeth Productions. ASIN B00EDR5N3A
- MONTY OUM. Rwby Volume2. Rooster Teeth Productions. ASIN B00NLZABWI

### CD
- RWBY (2015-11-11). RWBY Volume1 Original Soundtrack VOCAL ALBUM. ワーナー・ホーム・ビデオ. ASIN B013T4GDG8

## コミカライズ
三輪士郎による前日譚の漫画化作品『RWBY』が『ウルトラジャンプ』（集英社）2015年12月号から2017年3月号まで連載された。全1巻。
『RWBY OFFICIAL MANGA ANTHOLOGY』のタイトルで、アンソロジーコミック全4巻がホーム社より2017年5月から10月にかけて刊行された。
木並文太による本編の漫画化作品『RWBY THE OFFICIAL MANGA』が『少年ジャンプ+』（集英社）で2018年12月から2020年6月まで連載された。全3巻。
また、2021年には『ジャスティス・リーグ』とのクロスオーバー作品『RWBY/ジャスティス・リーグ』が発売された。
他にテレビアニメ『RWBY 氷雪帝国』を原作とした『RWBY 氷雪帝国 THE COMIC』がある。#氷雪帝国を参照。

## ノベライズ
『RWBY the Session』のタイトルで、ガガガ文庫より2017年7月19日に発売された。著者は伊崎喬助、挿絵はヤスダスズヒト。内容はVolume1から2の間の出来事であり、本作オリジナルのキャラクターも登場する。

## RWBY CHIBI
2016年5月ごろから配信開始されたショートムービーシリーズ。
CHIBIとあるとおり、2頭身ほどのSD体型になったキャラクター達が織り成すコメディとなっている。
シーズン1が全24話、シーズン2が全24話、シーズン3が16話まで公開。

## ゲーム
RWBY：Grimm Eclipse
Steamで配信されているハック＆スラッシュ型アクションゲーム。ストーリーはVolume2から3間の時系列で、チームRWBYの4人を操作してグリムを倒しながらミッションを進めていく。またゲーム独自の敵なども登場する。2021年5月13日にはNintendo Switch向けに追加要素を含んだ「RWBY: Grimm Eclipse - Definitive Edition」が発売された。
BLAZBLUE CROSS TAG BATTLE
アークシステムワークスの対戦型格闘ゲームで、本作を含めた複数の作品によるクロスオーバーでもある。ルビーとワイスは初回から使用可能、DLCの追加キャラクターとしてブレイクが発売日当日から、ヤンが同年6月19日から、ニオが2019年11月21日から使用可能となっている。尚ブレイクとヤンに限って無料DLCである。
RWBY：Amity Arena
Android/iOS向けアプリゲーム。
RWBY：Arrowfell
2022年11月16日（日本では2023年5月25日）発売のアクションゲーム。対応プラットフォームはNintendo Switch・PlayStation 4・PlayStation 5・Xbox One・Xbox Series X/S・PC。

## テレビアニメ

### The Beginning
概要で前述したとおり、Volume 1からVolume 3までの日本語吹き替え版を特別編集したバージョンが『RWBY Volume 1-3: The Beginning』と題して2017年7月より全13話放送された。放送に先駆けて、インターネット配信サイトのAbemaTVが地上波に先行して放送する。

#### 放送・配信（The Beginning）
| 放送期間                | 放送時間                     | 放送局     | 対象地域 | 備考 |
| ----------------------- | ---------------------------- | ---------- | -------- | ---- |
| 2017年7月8日 - 9月30日  | 土曜 1:05 - 1:35（金曜深夜） | TOKYO MX   | 東京都   |      |
| 2017年7月10日 - 10月1日 | 月曜 1:50 - 2:20（日曜深夜） | 熊本放送   | 熊本県   |      |
| 2017年7月12日 - 10月4日 | 水曜 0:30 - 1:00（火曜深夜） | サンテレビ | 兵庫県   |      |

| 配信開始日   | 配信時間     | 配信サイト | 備考                     |
| ------------ | ------------ | ---------- | ------------------------ |
| 2017年7月3日 | 月曜 23:00 - | AbemaTV    | ライブ配信(日本国内限定) |

### 氷雪帝国
『RWBY 氷雪帝国』（ルビー ひょうせつていこく）のタイトルで2022年7月から9月までTOKYO MXほかにて放送された。「Team RWBY Project」の一環で日本のスタッフが中心となって製作されるシリーズとなる。時系列としてはVolume1とVolume2の間にあたる。

#### スタッフ（氷雪帝国）
- 原作 - Rooster Teeth Productions' "RWBY" by Monty Oum[23]
- 監督 - 鈴木利正[23]
- アニメーション原案 - 虚淵玄[23]
- チーフディレクター - 岡田堅二朗[23]
- シリーズ構成・脚本 - 冲方丁[23]
- アニメーションキャラクター原案 - huke[23]
- キャラクターデザイン・総作画監督 - 杉山延寛[23]
- 総作画監督 - 伊藤良明、山村洋貴、岩本里奈[23]
- メインアニメーター - 長田寛人、川田和樹[23]、宮井加奈
- ビジュアルディレクター - 武内宣之[23]
- プロダクションデザイン・異空間設計 - 友野るい[23]
- メカ・銃器設定 - 原由知
- 美術設定 - 大原盛仁
- 美術ボード - 飯島寿治[23]
- 美術監督 - 内藤健[23]
- 色彩設計 - 日比野仁[23]
- 撮影監督 - 会津孝幸[23]
- 編集 - 松原理恵[23]
- 音響監督 - 明田川仁[23]
- アフレコ演出 - 濱野高年
- 音楽 - 戸田信子、陣内一真[23]
- 音楽制作 - ランティス
- 音楽プロデューサー - 関根陽一
- 企画統括 - 大河原健、宇佐義大、久保田光俊、大森啓幸、瀬戸優
- チーフプロデューサー - 菊川裕之、松田章男、宮原恵、岡田康弘、今瀬千早
- プロデューサー - 村田秀幸、西部真帆、山田香穂、奥村早紀
- アニメーションプロデューサー - 松川裕也
- アニメーション制作 - シャフト[23]
- 製作 - Team RWBY Project[23] (バンダイナムコフィルムワークス、バンダイナムコミュージックライブ、グッドスマイルカンパニー、シャフト、ワーナーブラザースジャパン、KLab)

#### 主題歌
「Beyond Selves」
高橋諒のソロプロジェクトであるVoid_Chordsによるオープニングテーマ。作詞はKonnie Aoki、作曲・編曲は高橋、フィーチャリングアーティストはL。
「Awake」
早見沙織によるエンディングテーマ。作詞は早見、作曲・編曲はTK。
「Capabilities Unseen」
Void_Chordsによる挿入歌。作詞はKonnie Aoki、作曲・編曲は高橋、フィーチャリングアーティストはL。
「The Reflection」
Void_Chordsによる挿入歌。作詞はKonnie Aoki、作曲・編曲は高橋、フィーチャリングアーティストはL。
「Unbound」
Void_Chordsによる挿入歌。作詞はKonnie Aoki、作曲・編曲は高橋、フィーチャリングアーティストはnanaha。

#### 各話リスト（氷雪帝国）
| 話数       | サブタイトル                           | 絵コンテ                 | 演出                | 作画監督                                                                                            | 初放送日      |
| ---------- | -------------------------------------- | ------------------------ | ------------------- | --------------------------------------------------------------------------------------------------- | ------------- |
| Chapter 1  | Red, White, Black, Yellow「出立」      | 鈴木利正                 | 鈴木利正            | 伊藤良明 岩本里奈 山村洋貴 宮井加奈 田中穣 高橋みき 村山公輔 宮嶋仁志                               | 2022年 7月3日 |
| Chapter 2  | This is Beacon 「試験」                | 村山公輔                 | 宮﨑修治            | 伊藤良明 岩本里奈 宮井加奈 大橋勇吾 たかおかきいち 牛ノ濱由惟 船越麻友美 高橋みき 宮嶋仁志 渡辺明夫 | 7月10日       |
| Chapter 3  | A Nightmare comes 「悪夢」             | 武内宣之                 | 岡田堅二朗          | 伊藤良明 山村洋貴 たかおかきいち 牛ノ濱由惟 高橋みき 村山公輔                                       | 7月17日       |
| Chapter 4  | Ice Queendom 「氷雪帝国」              | 吉澤翠                   | 藤田星平            | 谷口淳一郎 宮嶋仁志 大橋勇吾 牛ノ濱由惟 たかおかきいち                                              | 7月24日       |
| Chapter 5  | Awaken in a dream「眠りの都」          | 岡田堅二朗               | 渋田直彰            | 伊藤良明 岩本里奈 牛ノ濱由惟 たかおかきいち 高橋みき [ 注 10 ]                                      | 7月31日       |
| Chapter 6  | Do you have a plan?「作戦は？」        | 八瀬祐樹                 | 宮本幸裕            | 津島桂 相澤秀亮 今橋明日菜 橋本有里 式部美代子 ねこまたや 高橋みき [ 注 10 ]                        | 8月7日        |
| Chapter 7  | Dreams come rued「自由のために」       | 村山公輔                 | 村上勉              | 宮井加奈 宮嶋仁志 大橋勇吾 高橋みき 牛ノ濱由惟                                                      | 8月14日       |
| Chapter 8  | Where You Belong 「氷嵐」              | 安食圭                   | 岡田堅二朗          | 河島久美子 宮嶋仁志 宮井加奈 牛ノ濱由惟 高橋みき 大橋勇吾 伊藤良明                                  | 8月21日       |
| Chapter 9  | My dream, Your dream「あなたのために」 | 宮﨑修治                 | 宮﨑修治            | 宮井加奈 宮嶋仁志 高橋みき 大橋勇吾 河島久美子 高野晃久 [ 注 10 ]                                   | 8月28日       |
| Chapter 10 | Mirror of darkness「白雪黒炎」         | 村山公輔 藤田星平 角谷理 | 渋田直彰 藤田星平   | 伊藤良明 宮井加奈 宮嶋仁志 高橋みき 高野晃久 [ 注 10 ]                                              | 9月4日        |
| Chapter 11 | Light in shadows「向き合う者」         | 鈴木利正                 | 宮本幸裕            | 伊藤良明 宮井加奈 宮嶋仁志 高橋みき 高野晃久 [ 注 10 ]                                              | 9月11日       |
| Chapter 12 | Best day ever「最高の一日」            | 渋田直彰 吉澤翠          | 渋田直彰 岡田堅二朗 | 宮井加奈 宮嶋仁志 高橋みき 牛ノ濱由惟 宮崎修治 伊藤良明                                             | 9月18日       |

#### 放送・配信（氷雪帝国）
| 放送期間               | 放送時間                     | 放送局   | 対象地域   | 備考                                 |
| ---------------------- | ---------------------------- | -------- | ---------- | ------------------------------------ |
| 2022年7月3日 - 9月18日 | 日曜 22:30 - 23:00           | TOKYO MX | 東京都     |                                      |
|                        | 日曜 23:30 - 月曜 0:00       | BS11     | 日本全域   | BS放送 / 『ANIME+』枠                |
| 2022年7月6日 - 9月21日 | 水曜 3:00 - 3:30（火曜深夜） | 毎日放送 | 近畿広域圏 | 『アニメ特区』第2部                  |
| 2022年8月7日 -         | 日曜 22:30 - 23:00           | AT-X     | 日本全域   | CS放送 / 字幕放送 / リピート放送あり |

| 配信開始日   | 配信時間           | 配信サイト |
| ------------ | ------------------ | --- |
| 2022年7月3日 | 日曜 23:00 更新    | アニメ放題 Amazon Prime Video ABEMAビデオ （ABEMAプレミアム） FOD auスマートパスプレミアム J:COMオンデマンド TELASA dアニメストア Netflix バンダイチャンネル ひかりTV Hulu milplus U-NEXT GYAO!ストア DMM.com ニコニコチャンネル HAPPY!動画 ビデオマーケット music.jp ムービーフルPlus Rakuten TV |
| 2022年7月8日 | 金曜 12:00 更新    | GYAO! |
|              | 金曜 20:00 更新    | MBS動画イズム TVer |
|              | 金曜 22:00 - 22:30 | ニコニコ生放送 |
|              | 金曜 23:00 - 23:30 | ABEMA |

#### 漫画
メディアミックスとして、スエカネクミコによるコミカライズが『月刊コミック電撃大王』 (KADOKAWA)にて2022年8月号から2024年1月号まで連載。全13話。
- Team RWBY Project（原作）、スエカネクミコ（漫画） 『RWBY 氷雪帝国 THE COMIC』 KADOKAWA〈電撃コミックスNEXT〉、全3巻
  1. 2022年9月9日発売[28]、ISBN 978-4-04-914616-5
  2. 2023年5月26日発売[29]、ISBN 978-4-04-915058-2
  3. 2023年12月26日発売[30]、ISBN 978-4-04-915451-1

### ジャスティス・リーグｘRWBY
『ジャスティス・リーグｘRWBY スーパーヒーロー&ハンターズ』のタイトルで、Part1が2023年6月2日、Part2が同年12月6日に発売。

#### スタッフ
- 監督：ケリー・ショウクロス(Part1-)、イッサ・バディオラ、ダスティン・マシューズ(Part2-)
- 脚本：メーガン・フィッツマーティン